# Liste des communes des Ardennes
Cet article concerne les communes du département français. Pour les communes de la région transfrontalière, voir Ardenne#Communes. Pour les autres listes de communes, voir Listes des communes de France.
| - Les Ardennes en France métropolitaine. - Carte des communes des Ardennes. |

Cette page liste les 447 communes du département français des Ardennes au 1er janvier 2025.

## Historique
Au 1er janvier 2016, les communes de Chéhéry et Chémery-sur-Bar se sont regroupées pour former la commune nouvelle de Chémery-Chéhéry, les communes des Alleux, du Chesne et Louvergny se sont regroupées pour former la commune nouvelle de Bairon et ses environs, les communes de Grandpré et Termes se sont regroupées pour former la commune nouvelle de Grandpré, les communes de Amblimont et Mouzon se sont regroupées pour former la commune nouvelle de Mouzon, les communes de Terron-sur-Aisne, Vouziers et Vrizy se sont regroupées pour former la commune nouvelle de Vouziers. Le nombre de communes du département passe alors de 461 à 456.
Au 1er janvier 2017, les communes de Bazeilles, Rubécourt-et-Lamécourt et Villers-Cernay se sont regroupées pour former la commune nouvelle de Bazeilles, les communes de Bosseval-et-Briancourt et Vrigne-aux-Bois se sont regroupées pour former la commune nouvelle de Vrigne aux Bois. Le nombre de communes du département passe alors de 456 à 453.
Au 1er janvier 2019, les communes de Balaives-et-Butz, Boutancourt, Élan et Flize se sont regroupées pour former la commune nouvelle de Flize. Le nombre de communes du département passe alors de 452 à 449.
Au 1er janvier 2024, les communes de Bazeilles et La Moncelle se sont regroupées pour former la commune nouvelle de Bazeilles. Le nombre de communes du département passe alors de 449 à 448.
Au 1er janvier 2025, les communes du Mont-Dieu et Tannay se sont regroupées pour former la commune nouvelle de Tannay-le-Mont-Dieu. Le nombre de communes du département passe alors de 448 à 447.

### Projets de communes nouvelles
Les communes de Vireux-Molhain et Montigny-sur-Meuse ont un projet de fusion en cours.

## Liste des communes
Le tableau suivant donne la liste des communes au 1er janvier 2025, en précisant leur code Insee, leur code postal principal, leur arrondissement, leur canton, leur intercommunalité, leur superficie, leur population et leur densité, d'après les chiffres de l'Insee issus du recensement 2022,.
| Nom                               | Code Insee | Code postal | Arrondissement       | Canton                                                                                      | Intercommunalité                | Superficie (km2) | Population (dernière pop. légale) | Densité (hab./km2) | Modifier                                    |
| --------------------------------- | ---------- | ----------- | -------------------- | ------------------------------------------------------------------------------------------- | ------------------------------- | ---------------- | --------------------------------- | ------------------ | ------------------------------------------- |
| Charleville-Mézières (préfecture) | 08105      | 08000       | Charleville-Mézières | Charleville-Mézières-1 Charleville-Mézières-2 Charleville-Mézières-3 Charleville-Mézières-4 | CA Ardenne Métropole            | 31,44            | 45 634 (2022)                     | 1 451              | modifier les données · modifier les données |
| Acy-Romance                       | 08001      | 08300       | Rethel               | Rethel                                                                                      | CC du Pays Rethélois            | 11,13            | 490 (2022)                        | 44                 | modifier les données · modifier les données |
| Aiglemont                         | 08003      | 08090       | Charleville-Mézières | Villers-Semeuse                                                                             | CA Ardenne Métropole            | 8,85             | 1 675 (2022)                      | 189                | modifier les données · modifier les données |
| Aire                              | 08004      | 08190       | Rethel               | Château-Porcien                                                                             | CC du Pays Rethélois            | 6,29             | 247 (2022)                        | 39                 | modifier les données · modifier les données |
| Alincourt                         | 08005      | 08310       | Rethel               | Château-Porcien                                                                             | CC du Pays Rethélois            | 8,62             | 161 (2022)                        | 19                 | modifier les données · modifier les données |
| Alland'Huy-et-Sausseuil           | 08006      | 08130       | Vouziers             | Attigny                                                                                     | CC des Crêtes Préardennaises    | 8,71             | 272 (2022)                        | 31                 | modifier les données · modifier les données |
| Amagne                            | 08008      | 08300       | Rethel               | Rethel                                                                                      | CC du Pays Rethélois            | 9,32             | 787 (2022)                        | 84                 | modifier les données · modifier les données |
| Ambly-Fleury                      | 08010      | 08130       | Rethel               | Rethel                                                                                      | CC du Pays Rethélois            | 5,88             | 134 (2022)                        | 23                 | modifier les données · modifier les données |
| Anchamps                          | 08011      | 08500       | Charleville-Mézières | Revin                                                                                       | CC Ardenne rives de Meuse       | 2,26             | 215 (2022)                        | 95                 | modifier les données · modifier les données |
| Angecourt                         | 08013      | 08450       | Sedan                | Vouziers                                                                                    | CC des Portes du Luxembourg     | 3,73             | 386 (2022)                        | 103                | modifier les données · modifier les données |
| Annelles                          | 08014      | 08310       | Rethel               | Château-Porcien                                                                             | CC du Pays Rethélois            | 12,31            | 130 (2022)                        | 11                 | modifier les données · modifier les données |
| Antheny                           | 08015      | 08260       | Charleville-Mézières | Signy-l'Abbaye                                                                              | CC Ardennes Thiérache           | 10,14            | 100 (2022)                        | 9,9                | modifier les données · modifier les données |
| Aouste                            | 08016      | 08290       | Charleville-Mézières | Signy-l'Abbaye                                                                              | CC Ardennes Thiérache           | 12,83            | 202 (2022)                        | 16                 | modifier les données · modifier les données |
| Apremont                          | 08017      | 08250       | Vouziers             | Attigny                                                                                     | CC de l'Argonne Ardennaise      | 12,86            | 120 (2022)                        | 9,3                | modifier les données · modifier les données |
| Ardeuil-et-Montfauxelles          | 08018      | 08400       | Vouziers             | Attigny                                                                                     | CC de l'Argonne Ardennaise      | 4,28             | 79 (2022)                         | 18                 | modifier les données · modifier les données |
| Arnicourt                         | 08021      | 08300       | Rethel               | Rethel                                                                                      | CC du Pays Rethélois            | 8,33             | 150 (2022)                        | 18                 | modifier les données · modifier les données |
| Arreux                            | 08022      | 08090       | Charleville-Mézières | Charleville-Mézières-2                                                                      | CA Ardenne Métropole            | 4,23             | 342 (2022)                        | 81                 | modifier les données · modifier les données |
| Artaise-le-Vivier                 | 08023      | 08390       | Sedan                | Vouziers                                                                                    | CC des Portes du Luxembourg     | 8,47             | 64 (2022)                         | 7,6                | modifier les données · modifier les données |
| Asfeld                            | 08024      | 08190       | Rethel               | Château-Porcien                                                                             | CC du Pays Rethélois            | 22,19            | 1 081 (2022)                      | 49                 | modifier les données · modifier les données |
| Attigny                           | 08025      | 08130       | Vouziers             | Attigny                                                                                     | CC des Crêtes Préardennaises    | 11,46            | 1 106 (2022)                      | 97                 | modifier les données · modifier les données |
| Aubigny-les-Pothées               | 08026      | 08150       | Charleville-Mézières | Signy-l'Abbaye                                                                              | CC Ardennes Thiérache           | 10,42            | 306 (2022)                        | 29                 | modifier les données · modifier les données |
| Auboncourt-Vauzelles              | 08027      | 08270       | Rethel               | Signy-l'Abbaye                                                                              | CC des Crêtes Préardennaises    | 5,40             | 96 (2022)                         | 18                 | modifier les données · modifier les données |
| Aubrives                          | 08028      | 08320       | Charleville-Mézières | Givet                                                                                       | CC Ardenne rives de Meuse       | 10,73            | 984 (2022)                        | 92                 | modifier les données · modifier les données |
| Auflance                          | 08029      | 08370       | Sedan                | Carignan                                                                                    | CC des Portes du Luxembourg     | 6,16             | 81 (2022)                         | 13                 | modifier les données · modifier les données |
| Auge                              | 08030      | 08380       | Charleville-Mézières | Rocroi                                                                                      | CC Ardennes Thiérache           | 4,50             | 58 (2022)                         | 13                 | modifier les données · modifier les données |
| Aure                              | 08031      | 08400       | Vouziers             | Attigny                                                                                     | CC de l'Argonne Ardennaise      | 12,72            | 38 (2022)                         | 3,0                | modifier les données · modifier les données |
| Aussonce                          | 08032      | 08310       | Rethel               | Château-Porcien                                                                             | CC du Pays Rethélois            | 19,14            | 232 (2022)                        | 12                 | modifier les données · modifier les données |
| Authe                             | 08033      | 08240       | Vouziers             | Vouziers                                                                                    | CC de l'Argonne Ardennaise      | 9,47             | 93 (2022)                         | 9,8                | modifier les données · modifier les données |
| Autrecourt-et-Pourron             | 08034      | 08210       | Sedan                | Carignan                                                                                    | CC des Portes du Luxembourg     | 12,04            | 338 (2022)                        | 28                 | modifier les données · modifier les données |
| Autruche                          | 08035      | 08240       | Vouziers             | Vouziers                                                                                    | CC de l'Argonne Ardennaise      | 8,24             | 50 (2022)                         | 6,1                | modifier les données · modifier les données |
| Autry                             | 08036      | 08250       | Vouziers             | Attigny                                                                                     | CC de l'Argonne Ardennaise      | 16,34            | 95 (2022)                         | 5,8                | modifier les données · modifier les données |
| Auvillers-les-Forges              | 08037      | 08260       | Charleville-Mézières | Rocroi                                                                                      | CC Ardennes Thiérache           | 8,19             | 902 (2022)                        | 110                | modifier les données · modifier les données |
| Avançon                           | 08038      | 08300       | Rethel               | Château-Porcien                                                                             | CC du Pays Rethélois            | 20,99            | 346 (2022)                        | 16                 | modifier les données · modifier les données |
| Avaux                             | 08039      | 08190       | Rethel               | Château-Porcien                                                                             | CC du Pays Rethélois            | 13,19            | 511 (2022)                        | 39                 | modifier les données · modifier les données |
| Les Ayvelles                      | 08040      | 08000       | Charleville-Mézières | Nouvion-sur-Meuse                                                                           | CA Ardenne Métropole            | 5,45             | 859 (2022)                        | 158                | modifier les données · modifier les données |
| Baâlons                           | 08041      | 08430       | Charleville-Mézières | Nouvion-sur-Meuse                                                                           | CC des Crêtes Préardennaises    | 14,72            | 208 (2022)                        | 14                 | modifier les données · modifier les données |
| Bairon et ses environs            | 08116      | 08390 08400 | Vouziers             | Vouziers                                                                                    | CC de l'Argonne Ardennaise      | 44,86            | 1 030 (2022)                      | 23                 | modifier les données · modifier les données |
| Balan                             | 08043      | 08200       | Sedan                | Sedan-3                                                                                     | CA Ardenne Métropole            | 4,65             | 1 596 (2022)                      | 343                | modifier les données · modifier les données |
| Balham                            | 08044      | 08190       | Rethel               | Château-Porcien                                                                             | CC du Pays Rethélois            | 1,77             | 150 (2022)                        | 85                 | modifier les données · modifier les données |
| Ballay                            | 08045      | 08400       | Vouziers             | Vouziers                                                                                    | CC de l'Argonne Ardennaise      | 10,46            | 245 (2022)                        | 23                 | modifier les données · modifier les données |
| Banogne-Recouvrance               | 08046      | 08220       | Rethel               | Château-Porcien                                                                             | CC du Pays Rethélois            | 19,01            | 163 (2022)                        | 8,6                | modifier les données · modifier les données |
| Bar-lès-Buzancy                   | 08049      | 08240       | Vouziers             | Vouziers                                                                                    | CC de l'Argonne Ardennaise      | 9,40             | 120 (2022)                        | 13                 | modifier les données · modifier les données |
| Barbaise                          | 08047      | 08430       | Charleville-Mézières | Signy-l'Abbaye                                                                              | CC des Crêtes Préardennaises    | 6,68             | 106 (2022)                        | 16                 | modifier les données · modifier les données |
| Barby                             | 08048      | 08300       | Rethel               | Rethel                                                                                      | CC du Pays Rethélois            | 11,32            | 388 (2022)                        | 34                 | modifier les données · modifier les données |
| Bayonville                        | 08052      | 08240       | Vouziers             | Vouziers                                                                                    | CC de l'Argonne Ardennaise      | 16,19            | 68 (2022)                         | 4,2                | modifier les données · modifier les données |
| Bazeilles                         | 08053      | 08140       | Sedan                | Sedan-3                                                                                     | CA Ardenne Métropole            | 37,49            | 2 459 (2022)                      | 66                 | modifier les données · modifier les données |
| Beaumont-en-Argonne               | 08055      | 08210       | Sedan                | Carignan                                                                                    | CC des Portes du Luxembourg     | 31,05            | 422 (2022)                        | 14                 | modifier les données · modifier les données |
| Beffu-et-le-Morthomme             | 08056      | 08250       | Vouziers             | Attigny                                                                                     | CC de l'Argonne Ardennaise      | 5,49             | 39 (2022)                         | 7,1                | modifier les données · modifier les données |
| Belleville-et-Châtillon-sur-Bar   | 08057      | 08240       | Vouziers             | Vouziers                                                                                    | CC de l'Argonne Ardennaise      | 21,21            | 241 (2022)                        | 11                 | modifier les données · modifier les données |
| Belval                            | 08058      | 08090       | Charleville-Mézières | Charleville-Mézières-1                                                                      | CA Ardenne Métropole            | 4,94             | 226 (2022)                        | 46                 | modifier les données · modifier les données |
| Belval-Bois-des-Dames             | 08059      | 08240       | Vouziers             | Vouziers                                                                                    | CC de l'Argonne Ardennaise      | 17,22            | 27 (2022)                         | 1,6                | modifier les données · modifier les données |
| Bergnicourt                       | 08060      | 08300       | Rethel               | Château-Porcien                                                                             | CC du Pays Rethélois            | 8,16             | 296 (2022)                        | 36                 | modifier les données · modifier les données |
| La Berlière                       | 08061      | 08240       | Vouziers             | Vouziers                                                                                    | CC de l'Argonne Ardennaise      | 10,54            | 37 (2022)                         | 3,5                | modifier les données · modifier les données |
| Bertoncourt                       | 08062      | 08300       | Rethel               | Rethel                                                                                      | CC du Pays Rethélois            | 6,83             | 128 (2022)                        | 19                 | modifier les données · modifier les données |
| La Besace                         | 08063      | 08450       | Sedan                | Vouziers                                                                                    | CC des Portes du Luxembourg     | 13,97            | 134 (2022)                        | 9,6                | modifier les données · modifier les données |
| Biermes                           | 08064      | 08300       | Rethel               | Rethel                                                                                      | CC du Pays Rethélois            | 7,96             | 314 (2022)                        | 39                 | modifier les données · modifier les données |
| Bièvres                           | 08065      | 08370       | Sedan                | Carignan                                                                                    | CC des Portes du Luxembourg     | 7,30             | 46 (2022)                         | 6,3                | modifier les données · modifier les données |
| Bignicourt                        | 08066      | 08310       | Rethel               | Château-Porcien                                                                             | CC du Pays Rethélois            | 8,62             | 66 (2022)                         | 7,7                | modifier les données · modifier les données |
| Blagny                            | 08067      | 08110       | Sedan                | Carignan                                                                                    | CC des Portes du Luxembourg     | 7,42             | 1 093 (2022)                      | 147                | modifier les données · modifier les données |
| Blanchefosse-et-Bay               | 08069      | 08290       | Charleville-Mézières | Signy-l'Abbaye                                                                              | CC Ardennes Thiérache           | 20,47            | 136 (2022)                        | 6,6                | modifier les données · modifier les données |
| Blanzy-la-Salonnaise              | 08070      | 08190       | Rethel               | Château-Porcien                                                                             | CC du Pays Rethélois            | 12,13            | 397 (2022)                        | 33                 | modifier les données · modifier les données |
| Blombay                           | 08071      | 08260       | Charleville-Mézières | Rocroi                                                                                      | CC Vallées et Plateau d'Ardenne | 9,47             | 130 (2022)                        | 14                 | modifier les données · modifier les données |
| Bogny-sur-Meuse                   | 08081      | 08120       | Charleville-Mézières | Bogny-sur-Meuse                                                                             | CC Vallées et Plateau d'Ardenne | 23,16            | 4 947 (2022)                      | 214                | modifier les données · modifier les données |
| Bossus-lès-Rumigny                | 08073      | 08290       | Charleville-Mézières | Signy-l'Abbaye                                                                              | CC Ardennes Thiérache           | 8,14             | 95 (2022)                         | 12                 | modifier les données · modifier les données |
| Bouconville                       | 08074      | 08250       | Vouziers             | Attigny                                                                                     | CC de l'Argonne Ardennaise      | 15,21            | 57 (2022)                         | 3,7                | modifier les données · modifier les données |
| Boult-aux-Bois                    | 08075      | 08240       | Vouziers             | Vouziers                                                                                    | CC de l'Argonne Ardennaise      | 15,20            | 151 (2022)                        | 9,9                | modifier les données · modifier les données |
| Boulzicourt                       | 08076      | 08410       | Charleville-Mézières | Nouvion-sur-Meuse                                                                           | CC des Crêtes Préardennaises    | 6,65             | 971 (2022)                        | 146                | modifier les données · modifier les données |
| Bourcq                            | 08077      | 08400       | Vouziers             | Attigny                                                                                     | CC de l'Argonne Ardennaise      | 9,85             | 51 (2022)                         | 5,2                | modifier les données · modifier les données |
| Bourg-Fidèle                      | 08078      | 08230       | Charleville-Mézières | Rocroi                                                                                      | CC Vallées et Plateau d'Ardenne | 14,79            | 829 (2022)                        | 56                 | modifier les données · modifier les données |
| Bouvellemont                      | 08080      | 08430       | Charleville-Mézières | Nouvion-sur-Meuse                                                                           | CC des Crêtes Préardennaises    | 4,31             | 118 (2022)                        | 27                 | modifier les données · modifier les données |
| Brécy-Brières                     | 08082      | 08400       | Vouziers             | Attigny                                                                                     | CC de l'Argonne Ardennaise      | 8,68             | 76 (2022)                         | 8,8                | modifier les données · modifier les données |
| Brévilly                          | 08083      | 08140       | Sedan                | Carignan                                                                                    | CC des Portes du Luxembourg     | 7,30             | 367 (2022)                        | 50                 | modifier les données · modifier les données |
| Brienne-sur-Aisne                 | 08084      | 08190       | Rethel               | Château-Porcien                                                                             | CC du Pays Rethélois            | 12,23            | 276 (2022)                        | 23                 | modifier les données · modifier les données |
| Brieulles-sur-Bar                 | 08085      | 08240       | Vouziers             | Vouziers                                                                                    | CC de l'Argonne Ardennaise      | 13,23            | 224 (2022)                        | 17                 | modifier les données · modifier les données |
| Briquenay                         | 08086      | 08240       | Vouziers             | Vouziers                                                                                    | CC de l'Argonne Ardennaise      | 14,50            | 89 (2022)                         | 6,1                | modifier les données · modifier les données |
| Brognon                           | 08087      | 08380       | Charleville-Mézières | Rocroi                                                                                      | CC Ardennes Thiérache           | 7,38             | 130 (2022)                        | 18                 | modifier les données · modifier les données |
| Bulson                            | 08088      | 08450       | Sedan                | Vouziers                                                                                    | CC des Portes du Luxembourg     | 6,47             | 138 (2022)                        | 21                 | modifier les données · modifier les données |
| Buzancy                           | 08089      | 08240       | Vouziers             | Vouziers                                                                                    | CC de l'Argonne Ardennaise      | 22,67            | 381 (2022)                        | 17                 | modifier les données · modifier les données |
| Carignan                          | 08090      | 08110       | Sedan                | Carignan                                                                                    | CC des Portes du Luxembourg     | 14,01            | 2 745 (2022)                      | 196                | modifier les données · modifier les données |
| Cauroy                            | 08092      | 08310       | Vouziers             | Attigny                                                                                     | CC de l'Argonne Ardennaise      | 17,46            | 187 (2022)                        | 11                 | modifier les données · modifier les données |
| Cernion                           | 08094      | 08260       | Charleville-Mézières | Signy-l'Abbaye                                                                              | CC Ardennes Thiérache           | 6,58             | 54 (2022)                         | 8,2                | modifier les données · modifier les données |
| Chagny                            | 08095      | 08430       | Charleville-Mézières | Nouvion-sur-Meuse                                                                           | CC des Crêtes Préardennaises    | 13,35            | 172 (2022)                        | 13                 | modifier les données · modifier les données |
| Chalandry-Elaire                  | 08096      | 08160       | Charleville-Mézières | Nouvion-sur-Meuse                                                                           | CA Ardenne Métropole            | 5,18             | 726 (2022)                        | 140                | modifier les données · modifier les données |
| Challerange                       | 08097      | 08400       | Vouziers             | Attigny                                                                                     | CC de l'Argonne Ardennaise      | 11,13            | 423 (2022)                        | 38                 | modifier les données · modifier les données |
| Champigneul-sur-Vence             | 08099      | 08430       | Charleville-Mézières | Nouvion-sur-Meuse                                                                           | CC des Crêtes Préardennaises    | 4,61             | 121 (2022)                        | 26                 | modifier les données · modifier les données |
| Champigneulle                     | 08098      | 08250       | Vouziers             | Attigny                                                                                     | CC de l'Argonne Ardennaise      | 7,73             | 53 (2022)                         | 6,9                | modifier les données · modifier les données |
| Champlin                          | 08100      | 08260       | Charleville-Mézières | Signy-l'Abbaye                                                                              | CC Ardennes Thiérache           | 5,90             | 74 (2022)                         | 13                 | modifier les données · modifier les données |
| La Chapelle                       | 08101      | 08200       | Sedan                | Sedan-2                                                                                     | CA Ardenne Métropole            | 7,52             | 163 (2022)                        | 22                 | modifier les données · modifier les données |
| Chappes                           | 08102      | 08220       | Rethel               | Signy-l'Abbaye                                                                              | CC des Crêtes Préardennaises    | 9,59             | 82 (2022)                         | 8,6                | modifier les données · modifier les données |
| Charbogne                         | 08103      | 08130       | Vouziers             | Attigny                                                                                     | CC des Crêtes Préardennaises    | 9,06             | 219 (2022)                        | 24                 | modifier les données · modifier les données |
| Chardeny                          | 08104      | 08400       | Vouziers             | Attigny                                                                                     | CC de l'Argonne Ardennaise      | 5,02             | 57 (2022)                         | 11                 | modifier les données · modifier les données |
| Charnois                          | 08106      | 08600       | Charleville-Mézières | Givet                                                                                       | CC Ardenne rives de Meuse       | 5,61             | 72 (2022)                         | 13                 | modifier les données · modifier les données |
| Château-Porcien                   | 08107      | 08360       | Rethel               | Château-Porcien                                                                             | CC du Pays Rethélois            | 17,31            | 1 297 (2022)                      | 75                 | modifier les données · modifier les données |
| Chatel-Chéhéry                    | 08109      | 08250       | Vouziers             | Attigny                                                                                     | CC de l'Argonne Ardennaise      | 16,08            | 129 (2022)                        | 8,0                | modifier les données · modifier les données |
| Le Châtelet-sur-Retourne          | 08111      | 08300       | Rethel               | Château-Porcien                                                                             | CC du Pays Rethélois            | 9,94             | 775 (2022)                        | 78                 | modifier les données · modifier les données |
| Le Châtelet-sur-Sormonne          | 08110      | 08150       | Charleville-Mézières | Rocroi                                                                                      | CC Vallées et Plateau d'Ardenne | 9,85             | 172 (2022)                        | 17                 | modifier les données · modifier les données |
| Chaumont-Porcien                  | 08113      | 08220       | Rethel               | Signy-l'Abbaye                                                                              | CC des Crêtes Préardennaises    | 35,97            | 486 (2022)                        | 14                 | modifier les données · modifier les données |
| Chémery-Chéhéry                   | 08115      | 08350 08450 | Sedan                | Vouziers                                                                                    | CC des Portes du Luxembourg     | 27,79            | 521 (2022)                        | 19                 | modifier les données · modifier les données |
| Chesnois-Auboncourt               | 08117      | 08270       | Rethel               | Signy-l'Abbaye                                                                              | CC des Crêtes Préardennaises    | 4,71             | 162 (2022)                        | 34                 | modifier les données · modifier les données |
| Cheveuges                         | 08119      | 08350       | Sedan                | Sedan-1                                                                                     | CA Ardenne Métropole            | 8,90             | 470 (2022)                        | 53                 | modifier les données · modifier les données |
| Chevières                         | 08120      | 08250       | Vouziers             | Attigny                                                                                     | CC de l'Argonne Ardennaise      | 6,17             | 46 (2022)                         | 7,5                | modifier les données · modifier les données |
| Chilly                            | 08121      | 08260       | Charleville-Mézières | Rocroi                                                                                      | CC Ardennes Thiérache           | 5,89             | 133 (2022)                        | 23                 | modifier les données · modifier les données |
| Chooz                             | 08122      | 08600       | Charleville-Mézières | Givet                                                                                       | CC Ardenne rives de Meuse       | 13,08            | 792 (2022)                        | 61                 | modifier les données · modifier les données |
| Chuffilly-Roche                   | 08123      | 08130       | Vouziers             | Attigny                                                                                     | CC des Crêtes Préardennaises    | 7,67             | 65 (2022)                         | 8,5                | modifier les données · modifier les données |
| Clavy-Warby                       | 08124      | 08460       | Charleville-Mézières | Signy-l'Abbaye                                                                              | CC des Crêtes Préardennaises    | 11,78            | 342 (2022)                        | 29                 | modifier les données · modifier les données |
| Cliron                            | 08125      | 08090       | Charleville-Mézières | Charleville-Mézières-1                                                                      | CA Ardenne Métropole            | 6,18             | 412 (2022)                        | 67                 | modifier les données · modifier les données |
| Condé-lès-Autry                   | 08128      | 08250       | Vouziers             | Attigny                                                                                     | CC de l'Argonne Ardennaise      | 7,97             | 64 (2022)                         | 8,0                | modifier les données · modifier les données |
| Condé-lès-Herpy                   | 08126      | 08360       | Rethel               | Château-Porcien                                                                             | CC du Pays Rethélois            | 11,55            | 219 (2022)                        | 19                 | modifier les données · modifier les données |
| Contreuve                         | 08130      | 08400       | Vouziers             | Attigny                                                                                     | CC de l'Argonne Ardennaise      | 11,02            | 85 (2022)                         | 7,7                | modifier les données · modifier les données |
| Cornay                            | 08131      | 08250       | Vouziers             | Attigny                                                                                     | CC de l'Argonne Ardennaise      | 10,94            | 67 (2022)                         | 6,1                | modifier les données · modifier les données |
| Corny-Machéroménil                | 08132      | 08270       | Rethel               | Rethel                                                                                      | CC du Pays Rethélois            | 10,54            | 193 (2022)                        | 18                 | modifier les données · modifier les données |
| Coucy                             | 08133      | 08300       | Rethel               | Rethel                                                                                      | CC du Pays Rethélois            | 6,39             | 530 (2022)                        | 83                 | modifier les données · modifier les données |
| Coulommes-et-Marqueny             | 08134      | 08130       | Vouziers             | Attigny                                                                                     | CC des Crêtes Préardennaises    | 11,99            | 75 (2022)                         | 6,3                | modifier les données · modifier les données |
| La Croix-aux-Bois                 | 08135      | 08400       | Vouziers             | Vouziers                                                                                    | CC de l'Argonne Ardennaise      | 5,77             | 160 (2022)                        | 28                 | modifier les données · modifier les données |
| Daigny                            | 08136      | 08140       | Sedan                | Sedan-3                                                                                     | CA Ardenne Métropole            | 2,85             | 358 (2022)                        | 126                | modifier les données · modifier les données |
| Damouzy                           | 08137      | 08090       | Charleville-Mézières | Charleville-Mézières-2                                                                      | CA Ardenne Métropole            | 8,78             | 428 (2022)                        | 49                 | modifier les données · modifier les données |
| Les Deux-Villes                   | 08138      | 08110       | Sedan                | Carignan                                                                                    | CC des Portes du Luxembourg     | 8,14             | 249 (2022)                        | 31                 | modifier les données · modifier les données |
| Deville                           | 08139      | 08800       | Charleville-Mézières | Bogny-sur-Meuse                                                                             | CC Vallées et Plateau d'Ardenne | 7,83             | 1 044 (2022)                      | 133                | modifier les données · modifier les données |
| Dom-le-Mesnil                     | 08140      | 08160       | Charleville-Mézières | Nouvion-sur-Meuse                                                                           | CA Ardenne Métropole            | 7,99             | 1 053 (2022)                      | 132                | modifier les données · modifier les données |
| Dommery                           | 08141      | 08460       | Charleville-Mézières | Signy-l'Abbaye                                                                              | CC des Crêtes Préardennaises    | 10,66            | 187 (2022)                        | 18                 | modifier les données · modifier les données |
| Donchery                          | 08142      | 08350       | Sedan                | Sedan-1                                                                                     | CA Ardenne Métropole            | 27,36            | 1 989 (2022)                      | 73                 | modifier les données · modifier les données |
| Doumely-Bégny                     | 08143      | 08220       | Rethel               | Signy-l'Abbaye                                                                              | CC des Crêtes Préardennaises    | 7,80             | 78 (2022)                         | 10                 | modifier les données · modifier les données |
| Doux                              | 08144      | 08300       | Rethel               | Rethel                                                                                      | CC du Pays Rethélois            | 6,52             | 102 (2022)                        | 16                 | modifier les données · modifier les données |
| Douzy                             | 08145      | 08140       | Sedan                | Carignan                                                                                    | CC des Portes du Luxembourg     | 20,20            | 2 149 (2022)                      | 106                | modifier les données · modifier les données |
| Draize                            | 08146      | 08220       | Rethel               | Signy-l'Abbaye                                                                              | CC des Crêtes Préardennaises    | 6,79             | 90 (2022)                         | 13                 | modifier les données · modifier les données |
| Dricourt                          | 08147      | 08310       | Vouziers             | Attigny                                                                                     | CC de l'Argonne Ardennaise      | 7,12             | 71 (2022)                         | 10,0               | modifier les données · modifier les données |
| L'Écaille                         | 08148      | 08300       | Rethel               | Château-Porcien                                                                             | CC du Pays Rethélois            | 9,15             | 260 (2022)                        | 28                 | modifier les données · modifier les données |
| L'Échelle                         | 08149      | 08150       | Charleville-Mézières | Signy-l'Abbaye                                                                              | CC Ardennes Thiérache           | 9,96             | 133 (2022)                        | 13                 | modifier les données · modifier les données |
| Écly                              | 08150      | 08300       | Rethel               | Château-Porcien                                                                             | CC du Pays Rethélois            | 9,36             | 169 (2022)                        | 18                 | modifier les données · modifier les données |
| Écordal                           | 08151      | 08130       | Vouziers             | Attigny                                                                                     | CC des Crêtes Préardennaises    | 12,89            | 290 (2022)                        | 22                 | modifier les données · modifier les données |
| Escombres-et-le-Chesnois          | 08153      | 08110       | Sedan                | Carignan                                                                                    | CC des Portes du Luxembourg     | 8,29             | 343 (2022)                        | 41                 | modifier les données · modifier les données |
| Estrebay                          | 08154      | 08260       | Charleville-Mézières | Signy-l'Abbaye                                                                              | CC Ardennes Thiérache           | 9,37             | 86 (2022)                         | 9,2                | modifier les données · modifier les données |
| Étalle                            | 08155      | 08260       | Charleville-Mézières | Rocroi                                                                                      | CC Ardennes Thiérache           | 4,44             | 96 (2022)                         | 22                 | modifier les données · modifier les données |
| Éteignières                       | 08156      | 08260       | Charleville-Mézières | Rocroi                                                                                      | CC Ardennes Thiérache           | 11,79            | 469 (2022)                        | 40                 | modifier les données · modifier les données |
| Étrépigny                         | 08158      | 08160       | Charleville-Mézières | Nouvion-sur-Meuse                                                                           | CA Ardenne Métropole            | 4,23             | 272 (2022)                        | 64                 | modifier les données · modifier les données |
| Euilly-et-Lombut                  | 08159      | 08210       | Sedan                | Carignan                                                                                    | CC des Portes du Luxembourg     | 10,11            | 109 (2022)                        | 11                 | modifier les données · modifier les données |
| Évigny                            | 08160      | 08090       | Charleville-Mézières | Nouvion-sur-Meuse                                                                           | CC des Crêtes Préardennaises    | 4,33             | 188 (2022)                        | 43                 | modifier les données · modifier les données |
| Exermont                          | 08161      | 08250       | Vouziers             | Attigny                                                                                     | CC de l'Argonne Ardennaise      | 18,29            | 33 (2022)                         | 1,8                | modifier les données · modifier les données |
| Fagnon                            | 08162      | 08090       | Charleville-Mézières | Charleville-Mézières-1                                                                      | CA Ardenne Métropole            | 9,98             | 341 (2022)                        | 34                 | modifier les données · modifier les données |
| Faissault                         | 08163      | 08270       | Rethel               | Signy-l'Abbaye                                                                              | CC des Crêtes Préardennaises    | 6,07             | 257 (2022)                        | 42                 | modifier les données · modifier les données |
| Falaise                           | 08164      | 08400       | Vouziers             | Attigny                                                                                     | CC de l'Argonne Ardennaise      | 9,52             | 342 (2022)                        | 36                 | modifier les données · modifier les données |
| Faux                              | 08165      | 08270       | Rethel               | Signy-l'Abbaye                                                                              | CC des Crêtes Préardennaises    | 3,28             | 63 (2022)                         | 19                 | modifier les données · modifier les données |
| Fépin                             | 08166      | 08170       | Charleville-Mézières | Revin                                                                                       | CC Ardenne rives de Meuse       | 5,79             | 236 (2022)                        | 41                 | modifier les données · modifier les données |
| La Férée                          | 08167      | 08290       | Charleville-Mézières | Signy-l'Abbaye                                                                              | CC Ardennes Thiérache           | 11,01            | 70 (2022)                         | 6,4                | modifier les données · modifier les données |
| La Ferté-sur-Chiers               | 08168      | 08370       | Sedan                | Carignan                                                                                    | CC des Portes du Luxembourg     | 6,41             | 176 (2022)                        | 27                 | modifier les données · modifier les données |
| Flaignes-Havys                    | 08169      | 08260       | Charleville-Mézières | Signy-l'Abbaye                                                                              | CC Ardennes Thiérache           | 13,70            | 92 (2022)                         | 6,7                | modifier les données · modifier les données |
| Fleigneux                         | 08170      | 08200       | Sedan                | Sedan-2                                                                                     | CA Ardenne Métropole            | 13,65            | 223 (2022)                        | 16                 | modifier les données · modifier les données |
| Fléville                          | 08171      | 08250       | Vouziers             | Attigny                                                                                     | CC de l'Argonne Ardennaise      | 7,89             | 93 (2022)                         | 12                 | modifier les données · modifier les données |
| Fligny                            | 08172      | 08380       | Charleville-Mézières | Rocroi                                                                                      | CC Ardennes Thiérache           | 6,85             | 155 (2022)                        | 23                 | modifier les données · modifier les données |
| Flize                             | 08173      | 08160       | Charleville-Mézières | Nouvion-sur-Meuse                                                                           | CA Ardenne Métropole            | 25,97            | 1 682 (2022)                      | 65                 | modifier les données · modifier les données |
| Floing                            | 08174      | 08200       | Sedan                | Sedan-2                                                                                     | CA Ardenne Métropole            | 7,43             | 2 277 (2022)                      | 306                | modifier les données · modifier les données |
| Foisches                          | 08175      | 08600       | Charleville-Mézières | Givet                                                                                       | CC Ardenne rives de Meuse       | 4,65             | 254 (2022)                        | 55                 | modifier les données · modifier les données |
| Fossé                             | 08176      | 08240       | Vouziers             | Vouziers                                                                                    | CC de l'Argonne Ardennaise      | 8,94             | 61 (2022)                         | 6,8                | modifier les données · modifier les données |
| Fraillicourt                      | 08178      | 08220       | Rethel               | Signy-l'Abbaye                                                                              | CC des Crêtes Préardennaises    | 14,39            | 171 (2022)                        | 12                 | modifier les données · modifier les données |
| Francheval                        | 08179      | 08140       | Sedan                | Sedan-3                                                                                     | CA Ardenne Métropole            | 19,60            | 590 (2022)                        | 30                 | modifier les données · modifier les données |
| La Francheville                   | 08180      | 08000       | Charleville-Mézières | Charleville-Mézières-4                                                                      | CA Ardenne Métropole            | 6,79             | 1 647 (2022)                      | 243                | modifier les données · modifier les données |
| Le Fréty                          | 08182      | 08290       | Charleville-Mézières | Signy-l'Abbaye                                                                              | CC Ardennes Thiérache           | 7,09             | 61 (2022)                         | 8,6                | modifier les données · modifier les données |
| Fromelennes                       | 08183      | 08600       | Charleville-Mézières | Givet                                                                                       | CC Ardenne rives de Meuse       | 7,17             | 1 038 (2022)                      | 145                | modifier les données · modifier les données |
| Fromy                             | 08184      | 08370       | Sedan                | Carignan                                                                                    | CC des Portes du Luxembourg     | 3,71             | 85 (2022)                         | 23                 | modifier les données · modifier les données |
| Fumay                             | 08185      | 08170       | Charleville-Mézières | Revin                                                                                       | CC Ardenne rives de Meuse       | 37,56            | 3 118 (2022)                      | 83                 | modifier les données · modifier les données |
| Germont                           | 08186      | 08240       | Vouziers             | Vouziers                                                                                    | CC de l'Argonne Ardennaise      | 4,77             | 51 (2022)                         | 11                 | modifier les données · modifier les données |
| Gernelle                          | 08187      | 08440       | Charleville-Mézières | Villers-Semeuse                                                                             | CA Ardenne Métropole            | 4,83             | 315 (2022)                        | 65                 | modifier les données · modifier les données |
| Gespunsart                        | 08188      | 08700       | Charleville-Mézières | Villers-Semeuse                                                                             | CA Ardenne Métropole            | 21,02            | 969 (2022)                        | 46                 | modifier les données · modifier les données |
| Girondelle                        | 08189      | 08260       | Charleville-Mézières | Signy-l'Abbaye                                                                              | CC Ardennes Thiérache           | 11,53            | 157 (2022)                        | 14                 | modifier les données · modifier les données |
| Givet                             | 08190      | 08600       | Charleville-Mézières | Givet                                                                                       | CC Ardenne rives de Meuse       | 18,41            | 6 356 (2022)                      | 345                | modifier les données · modifier les données |
| Givonne                           | 08191      | 08200       | Sedan                | Sedan-2                                                                                     | CA Ardenne Métropole            | 14,04            | 1 055 (2022)                      | 75                 | modifier les données · modifier les données |
| Givron                            | 08192      | 08220       | Rethel               | Signy-l'Abbaye                                                                              | CC des Crêtes Préardennaises    | 7,15             | 94 (2022)                         | 13                 | modifier les données · modifier les données |
| Givry                             | 08193      | 08130       | Vouziers             | Attigny                                                                                     | CC des Crêtes Préardennaises    | 11,93            | 266 (2022)                        | 22                 | modifier les données · modifier les données |
| Glaire                            | 08194      | 08200       | Sedan                | Sedan-2                                                                                     | CA Ardenne Métropole            | 6,46             | 824 (2022)                        | 128                | modifier les données · modifier les données |
| Gomont                            | 08195      | 08190       | Rethel               | Château-Porcien                                                                             | CC du Pays Rethélois            | 7,23             | 320 (2022)                        | 44                 | modifier les données · modifier les données |
| Grandchamp                        | 08196      | 08270       | Rethel               | Signy-l'Abbaye                                                                              | CC des Crêtes Préardennaises    | 7,28             | 89 (2022)                         | 12                 | modifier les données · modifier les données |
| Les Grandes-Armoises              | 08019      | 08390       | Vouziers             | Vouziers                                                                                    | CC de l'Argonne Ardennaise      | 4,47             | 54 (2022)                         | 12                 | modifier les données · modifier les données |
| Grandham                          | 08197      | 08250       | Vouziers             | Attigny                                                                                     | CC de l'Argonne Ardennaise      | 5,91             | 36 (2022)                         | 6,1                | modifier les données · modifier les données |
| Grandpré                          | 08198      | 08250       | Vouziers             | Attigny                                                                                     | CC de l'Argonne Ardennaise      | 42,54            | 506 (2022)                        | 12                 | modifier les données · modifier les données |
| La Grandville                     | 08199      | 08700       | Charleville-Mézières | Villers-Semeuse                                                                             | CA Ardenne Métropole            | 10,02            | 765 (2022)                        | 76                 | modifier les données · modifier les données |
| Grivy-Loisy                       | 08200      | 08400       | Vouziers             | Attigny                                                                                     | CC de l'Argonne Ardennaise      | 11,56            | 183 (2022)                        | 16                 | modifier les données · modifier les données |
| Gruyères                          | 08201      | 08430       | Charleville-Mézières | Signy-l'Abbaye                                                                              | CC des Crêtes Préardennaises    | 5,48             | 104 (2022)                        | 19                 | modifier les données · modifier les données |
| Gué-d'Hossus                      | 08202      | 08230       | Charleville-Mézières | Rocroi                                                                                      | CC Vallées et Plateau d'Ardenne | 5,23             | 504 (2022)                        | 96                 | modifier les données · modifier les données |
| Guignicourt-sur-Vence             | 08203      | 08430       | Charleville-Mézières | Nouvion-sur-Meuse                                                                           | CC des Crêtes Préardennaises    | 9,44             | 265 (2022)                        | 28                 | modifier les données · modifier les données |
| Guincourt                         | 08204      | 08130       | Vouziers             | Attigny                                                                                     | CC des Crêtes Préardennaises    | 5,31             | 74 (2022)                         | 14                 | modifier les données · modifier les données |
| Hagnicourt                        | 08205      | 08430       | Rethel               | Signy-l'Abbaye                                                                              | CC des Crêtes Préardennaises    | 5,75             | 68 (2022)                         | 12                 | modifier les données · modifier les données |
| Ham-les-Moines                    | 08206      | 08090       | Charleville-Mézières | Rocroi                                                                                      | CC Vallées et Plateau d'Ardenne | 3,12             | 360 (2022)                        | 115                | modifier les données · modifier les données |
| Ham-sur-Meuse                     | 08207      | 08600       | Charleville-Mézières | Givet                                                                                       | CC Ardenne rives de Meuse       | 6,19             | 226 (2022)                        | 37                 | modifier les données · modifier les données |
| Hannappes                         | 08208      | 08290       | Charleville-Mézières | Signy-l'Abbaye                                                                              | CC Ardennes Thiérache           | 8,45             | 134 (2022)                        | 16                 | modifier les données · modifier les données |
| Hannogne-Saint-Martin             | 08209      | 08160       | Charleville-Mézières | Nouvion-sur-Meuse                                                                           | CA Ardenne Métropole            | 4,71             | 439 (2022)                        | 93                 | modifier les données · modifier les données |
| Hannogne-Saint-Rémy               | 08210      | 08220       | Rethel               | Château-Porcien                                                                             | CC du Pays Rethélois            | 18,09            | 111 (2022)                        | 6,1                | modifier les données · modifier les données |
| Haraucourt                        | 08211      | 08450       | Sedan                | Vouziers                                                                                    | CC des Portes du Luxembourg     | 11,53            | 706 (2022)                        | 61                 | modifier les données · modifier les données |
| Harcy                             | 08212      | 08150       | Charleville-Mézières | Rocroi                                                                                      | CC Vallées et Plateau d'Ardenne | 19,15            | 503 (2022)                        | 26                 | modifier les données · modifier les données |
| Hargnies                          | 08214      | 08170       | Charleville-Mézières | Revin                                                                                       | CC Ardenne rives de Meuse       | 42,24            | 453 (2022)                        | 11                 | modifier les données · modifier les données |
| Harricourt                        | 08215      | 08240       | Vouziers             | Vouziers                                                                                    | CC de l'Argonne Ardennaise      | 7,87             | 45 (2022)                         | 5,7                | modifier les données · modifier les données |
| Haudrecy                          | 08216      | 08090       | Charleville-Mézières | Charleville-Mézières-1                                                                      | CA Ardenne Métropole            | 3,36             | 328 (2022)                        | 98                 | modifier les données · modifier les données |
| Haulmé                            | 08217      | 08800       | Charleville-Mézières | Bogny-sur-Meuse                                                                             | CC Vallées et Plateau d'Ardenne | 3,63             | 87 (2022)                         | 24                 | modifier les données · modifier les données |
| Les Hautes-Rivières               | 08218      | 08800       | Charleville-Mézières | Bogny-sur-Meuse                                                                             | CC Vallées et Plateau d'Ardenne | 31,34            | 1 253 (2022)                      | 40                 | modifier les données · modifier les données |
| Hauteville                        | 08219      | 08300       | Rethel               | Château-Porcien                                                                             | CC du Pays Rethélois            | 5,61             | 123 (2022)                        | 22                 | modifier les données · modifier les données |
| Hauviné                           | 08220      | 08310       | Vouziers             | Attigny                                                                                     | CC de l'Argonne Ardennaise      | 14,55            | 320 (2022)                        | 22                 | modifier les données · modifier les données |
| Haybes                            | 08222      | 08170       | Charleville-Mézières | Revin                                                                                       | CC Ardenne rives de Meuse       | 28,05            | 1 806 (2022)                      | 64                 | modifier les données · modifier les données |
| Herbeuval                         | 08223      | 08370       | Sedan                | Carignan                                                                                    | CC des Portes du Luxembourg     | 7,40             | 124 (2022)                        | 17                 | modifier les données · modifier les données |
| Herpy-l'Arlésienne                | 08225      | 08360       | Rethel               | Château-Porcien                                                                             | CC du Pays Rethélois            | 10,64            | 213 (2022)                        | 20                 | modifier les données · modifier les données |
| Hierges                           | 08226      | 08320       | Charleville-Mézières | Givet                                                                                       | CC Ardenne rives de Meuse       | 4,05             | 164 (2022)                        | 40                 | modifier les données · modifier les données |
| La Horgne                         | 08228      | 08430       | Charleville-Mézières | Nouvion-sur-Meuse                                                                           | CC des Crêtes Préardennaises    | 5,27             | 152 (2022)                        | 29                 | modifier les données · modifier les données |
| Houdilcourt                       | 08229      | 08190       | Rethel               | Château-Porcien                                                                             | CC du Pays Rethélois            | 11,30            | 143 (2022)                        | 13                 | modifier les données · modifier les données |
| Houldizy                          | 08230      | 08090       | Charleville-Mézières | Charleville-Mézières-2                                                                      | CA Ardenne Métropole            | 4,62             | 404 (2022)                        | 87                 | modifier les données · modifier les données |
| Illy                              | 08232      | 08200       | Sedan                | Sedan-2                                                                                     | CA Ardenne Métropole            | 15,60            | 416 (2022)                        | 27                 | modifier les données · modifier les données |
| Imécourt                          | 08233      | 08240       | Vouziers             | Vouziers                                                                                    | CC de l'Argonne Ardennaise      | 8,42             | 43 (2022)                         | 5,1                | modifier les données · modifier les données |
| Inaumont                          | 08234      | 08300       | Rethel               | Château-Porcien                                                                             | CC du Pays Rethélois            | 4,75             | 136 (2022)                        | 29                 | modifier les données · modifier les données |
| Issancourt-et-Rumel               | 08235      | 08440       | Charleville-Mézières | Villers-Semeuse                                                                             | CA Ardenne Métropole            | 5,47             | 399 (2022)                        | 73                 | modifier les données · modifier les données |
| Jandun                            | 08236      | 08430       | Charleville-Mézières | Signy-l'Abbaye                                                                              | CC des Crêtes Préardennaises    | 12,78            | 304 (2022)                        | 24                 | modifier les données · modifier les données |
| Joigny-sur-Meuse                  | 08237      | 08700       | Charleville-Mézières | Bogny-sur-Meuse                                                                             | CC Vallées et Plateau d'Ardenne | 3,86             | 631 (2022)                        | 163                | modifier les données · modifier les données |
| Jonval                            | 08238      | 08130       | Vouziers             | Attigny                                                                                     | CC des Crêtes Préardennaises    | 2,53             | 89 (2022)                         | 35                 | modifier les données · modifier les données |
| Juniville                         | 08239      | 08310       | Rethel               | Château-Porcien                                                                             | CC du Pays Rethélois            | 26,20            | 1 232 (2022)                      | 47                 | modifier les données · modifier les données |
| Justine-Herbigny                  | 08240      | 08270       | Rethel               | Signy-l'Abbaye                                                                              | CC des Crêtes Préardennaises    | 11,77            | 164 (2022)                        | 14                 | modifier les données · modifier les données |
| Laifour                           | 08242      | 08800       | Charleville-Mézières | Bogny-sur-Meuse                                                                             | CC Vallées et Plateau d'Ardenne | 3,25             | 410 (2022)                        | 126                | modifier les données · modifier les données |
| Lalobbe                           | 08243      | 08460       | Charleville-Mézières | Signy-l'Abbaye                                                                              | CC des Crêtes Préardennaises    | 9,96             | 165 (2022)                        | 17                 | modifier les données · modifier les données |
| Lametz                            | 08244      | 08130       | Vouziers             | Attigny                                                                                     | CC des Crêtes Préardennaises    | 9,46             | 76 (2022)                         | 8,0                | modifier les données · modifier les données |
| Lançon                            | 08245      | 08250       | Vouziers             | Attigny                                                                                     | CC de l'Argonne Ardennaise      | 8,24             | 31 (2022)                         | 3,8                | modifier les données · modifier les données |
| Landres-et-Saint-Georges          | 08246      | 08240       | Vouziers             | Vouziers                                                                                    | CC de l'Argonne Ardennaise      | 20,43            | 68 (2022)                         | 3,3                | modifier les données · modifier les données |
| Landrichamps                      | 08247      | 08600       | Charleville-Mézières | Givet                                                                                       | CC Ardenne rives de Meuse       | 4,72             | 129 (2022)                        | 27                 | modifier les données · modifier les données |
| Launois-sur-Vence                 | 08248      | 08430       | Charleville-Mézières | Signy-l'Abbaye                                                                              | CC des Crêtes Préardennaises    | 13,37            | 686 (2022)                        | 51                 | modifier les données · modifier les données |
| Laval-Morency                     | 08249      | 08150       | Charleville-Mézières | Rocroi                                                                                      | CC Vallées et Plateau d'Ardenne | 4,28             | 233 (2022)                        | 54                 | modifier les données · modifier les données |
| Leffincourt                       | 08250      | 08310       | Vouziers             | Attigny                                                                                     | CC de l'Argonne Ardennaise      | 18,02            | 189 (2022)                        | 10                 | modifier les données · modifier les données |
| Lépron-les-Vallées                | 08251      | 08150       | Charleville-Mézières | Signy-l'Abbaye                                                                              | CC Ardennes Thiérache           | 6,42             | 65 (2022)                         | 10                 | modifier les données · modifier les données |
| Létanne                           | 08252      | 08210       | Sedan                | Carignan                                                                                    | CC des Portes du Luxembourg     | 7,50             | 110 (2022)                        | 15                 | modifier les données · modifier les données |
| Liart                             | 08254      | 08290       | Charleville-Mézières | Signy-l'Abbaye                                                                              | CC Ardennes Thiérache           | 13,44            | 596 (2022)                        | 44                 | modifier les données · modifier les données |
| Linay                             | 08255      | 08110       | Sedan                | Carignan                                                                                    | CC des Portes du Luxembourg     | 7,28             | 219 (2022)                        | 30                 | modifier les données · modifier les données |
| Liry                              | 08256      | 08400       | Vouziers             | Attigny                                                                                     | CC de l'Argonne Ardennaise      | 12,69            | 89 (2022)                         | 7,0                | modifier les données · modifier les données |
| Logny-Bogny                       | 08257      | 08150       | Charleville-Mézières | Signy-l'Abbaye                                                                              | CC Ardennes Thiérache           | 10,66            | 153 (2022)                        | 14                 | modifier les données · modifier les données |
| Longwé                            | 08259      | 08400       | Vouziers             | Attigny                                                                                     | CC de l'Argonne Ardennaise      | 10,78            | 66 (2022)                         | 6,1                | modifier les données · modifier les données |
| Lonny                             | 08260      | 08150       | Charleville-Mézières | Rocroi                                                                                      | CC Vallées et Plateau d'Ardenne | 4,69             | 618 (2022)                        | 132                | modifier les données · modifier les données |
| Lucquy                            | 08262      | 08300       | Rethel               | Signy-l'Abbaye                                                                              | CC des Crêtes Préardennaises    | 5,07             | 579 (2022)                        | 114                | modifier les données · modifier les données |
| Lumes                             | 08263      | 08440       | Charleville-Mézières | Villers-Semeuse                                                                             | CA Ardenne Métropole            | 6,14             | 1 103 (2022)                      | 180                | modifier les données · modifier les données |
| Machault                          | 08264      | 08310       | Vouziers             | Attigny                                                                                     | CC de l'Argonne Ardennaise      | 16,58            | 492 (2022)                        | 30                 | modifier les données · modifier les données |
| Maisoncelle-et-Villers            | 08268      | 08450       | Sedan                | Vouziers                                                                                    | CC des Portes du Luxembourg     | 11,08            | 69 (2022)                         | 6,2                | modifier les données · modifier les données |
| Malandry                          | 08269      | 08370       | Sedan                | Carignan                                                                                    | CC des Portes du Luxembourg     | 6,87             | 79 (2022)                         | 11                 | modifier les données · modifier les données |
| Manre                             | 08271      | 08400       | Vouziers             | Attigny                                                                                     | CC de l'Argonne Ardennaise      | 18,50            | 105 (2022)                        | 5,7                | modifier les données · modifier les données |
| Maranwez                          | 08272      | 08460       | Charleville-Mézières | Signy-l'Abbaye                                                                              | CC des Crêtes Préardennaises    | 3,03             | 54 (2022)                         | 18                 | modifier les données · modifier les données |
| Marby                             | 08273      | 08260       | Charleville-Mézières | Signy-l'Abbaye                                                                              | CC Ardennes Thiérache           | 7,35             | 79 (2022)                         | 11                 | modifier les données · modifier les données |
| Marcq                             | 08274      | 08250       | Vouziers             | Attigny                                                                                     | CC de l'Argonne Ardennaise      | 10,61            | 89 (2022)                         | 8,4                | modifier les données · modifier les données |
| Margny                            | 08275      | 08370       | Sedan                | Carignan                                                                                    | CC des Portes du Luxembourg     | 6,68             | 210 (2022)                        | 31                 | modifier les données · modifier les données |
| Margut                            | 08276      | 08370       | Sedan                | Carignan                                                                                    | CC des Portes du Luxembourg     | 7,53             | 711 (2022)                        | 94                 | modifier les données · modifier les données |
| Marlemont                         | 08277      | 08290       | Charleville-Mézières | Signy-l'Abbaye                                                                              | CC Ardennes Thiérache           | 10,06            | 125 (2022)                        | 12                 | modifier les données · modifier les données |
| Marquigny                         | 08278      | 08390       | Vouziers             | Attigny                                                                                     | CC des Crêtes Préardennaises    | 6,65             | 74 (2022)                         | 11                 | modifier les données · modifier les données |
| Mars-sous-Bourcq                  | 08279      | 08400       | Vouziers             | Attigny                                                                                     | CC de l'Argonne Ardennaise      | 4,73             | 62 (2022)                         | 13                 | modifier les données · modifier les données |
| Marvaux-Vieux                     | 08280      | 08400       | Vouziers             | Attigny                                                                                     | CC de l'Argonne Ardennaise      | 11,61            | 70 (2022)                         | 6,0                | modifier les données · modifier les données |
| Matton-et-Clémency                | 08281      | 08110       | Sedan                | Carignan                                                                                    | CC des Portes du Luxembourg     | 18,32            | 439 (2022)                        | 24                 | modifier les données · modifier les données |
| Maubert-Fontaine                  | 08282      | 08260       | Charleville-Mézières | Rocroi                                                                                      | CC Ardennes Thiérache           | 10,33            | 1 025 (2022)                      | 99                 | modifier les données · modifier les données |
| Mazerny                           | 08283      | 08430       | Charleville-Mézières | Nouvion-sur-Meuse                                                                           | CC des Crêtes Préardennaises    | 12,30            | 128 (2022)                        | 10                 | modifier les données · modifier les données |
| Les Mazures                       | 08284      | 08500       | Charleville-Mézières | Bogny-sur-Meuse                                                                             | CC Vallées et Plateau d'Ardenne | 36,14            | 856 (2022)                        | 24                 | modifier les données · modifier les données |
| Ménil-Annelles                    | 08286      | 08310       | Rethel               | Château-Porcien                                                                             | CC du Pays Rethélois            | 9,15             | 102 (2022)                        | 11                 | modifier les données · modifier les données |
| Ménil-Lépinois                    | 08287      | 08310       | Rethel               | Château-Porcien                                                                             | CC du Pays Rethélois            | 18,01            | 144 (2022)                        | 8,0                | modifier les données · modifier les données |
| Mesmont                           | 08288      | 08270       | Rethel               | Signy-l'Abbaye                                                                              | CC des Crêtes Préardennaises    | 11,32            | 91 (2022)                         | 8,0                | modifier les données · modifier les données |
| Messincourt                       | 08289      | 08110       | Sedan                | Carignan                                                                                    | CC des Portes du Luxembourg     | 8,15             | 588 (2022)                        | 72                 | modifier les données · modifier les données |
| Mogues                            | 08291      | 08110       | Sedan                | Carignan                                                                                    | CC des Portes du Luxembourg     | 8,26             | 231 (2022)                        | 28                 | modifier les données · modifier les données |
| Moiry                             | 08293      | 08370       | Sedan                | Carignan                                                                                    | CC des Portes du Luxembourg     | 3,91             | 136 (2022)                        | 35                 | modifier les données · modifier les données |
| Mondigny                          | 08295      | 08430       | Charleville-Mézières | Nouvion-sur-Meuse                                                                           | CC des Crêtes Préardennaises    | 5,90             | 193 (2022)                        | 33                 | modifier les données · modifier les données |
| Mont-Laurent                      | 08306      | 08130       | Rethel               | Rethel                                                                                      | CC du Pays Rethélois            | 6,83             | 51 (2022)                         | 7,5                | modifier les données · modifier les données |
| Mont-Saint-Martin                 | 08308      | 08400       | Vouziers             | Attigny                                                                                     | CC de l'Argonne Ardennaise      | 13,95            | 88 (2022)                         | 6,3                | modifier les données · modifier les données |
| Mont-Saint-Remy                   | 08309      | 08310       | Vouziers             | Attigny                                                                                     | CC de l'Argonne Ardennaise      | 7,55             | 53 (2022)                         | 7,0                | modifier les données · modifier les données |
| Montcheutin                       | 08296      | 08250       | Vouziers             | Attigny                                                                                     | CC de l'Argonne Ardennaise      | 9,64             | 111 (2022)                        | 12                 | modifier les données · modifier les données |
| Montcornet                        | 08297      | 08090       | Charleville-Mézières | Bogny-sur-Meuse                                                                             | CC Vallées et Plateau d'Ardenne | 11,51            | 299 (2022)                        | 26                 | modifier les données · modifier les données |
| Montcy-Notre-Dame                 | 08298      | 08090       | Charleville-Mézières | Charleville-Mézières-3                                                                      | CA Ardenne Métropole            | 6,13             | 1 560 (2022)                      | 254                | modifier les données · modifier les données |
| Montgon                           | 08301      | 08390       | Vouziers             | Vouziers                                                                                    | CC de l'Argonne Ardennaise      | 8,20             | 71 (2022)                         | 8,7                | modifier les données · modifier les données |
| Monthermé                         | 08302      | 08800       | Charleville-Mézières | Bogny-sur-Meuse                                                                             | CC Vallées et Plateau d'Ardenne | 32,33            | 2 155 (2022)                      | 67                 | modifier les données · modifier les données |
| Monthois                          | 08303      | 08400       | Vouziers             | Attigny                                                                                     | CC de l'Argonne Ardennaise      | 11,98            | 396 (2022)                        | 33                 | modifier les données · modifier les données |
| Montigny-sur-Meuse                | 08304      | 08170       | Charleville-Mézières | Revin                                                                                       | CC Ardenne rives de Meuse       | 8,10             | 77 (2022)                         | 9,5                | modifier les données · modifier les données |
| Montigny-sur-Vence                | 08305      | 08430       | Charleville-Mézières | Nouvion-sur-Meuse                                                                           | CC des Crêtes Préardennaises    | 8,24             | 220 (2022)                        | 27                 | modifier les données · modifier les données |
| Montmeillant                      | 08307      | 08220       | Rethel               | Signy-l'Abbaye                                                                              | CC des Crêtes Préardennaises    | 7,02             | 84 (2022)                         | 12                 | modifier les données · modifier les données |
| Mouron                            | 08310      | 08250       | Vouziers             | Attigny                                                                                     | CC de l'Argonne Ardennaise      | 6,40             | 74 (2022)                         | 12                 | modifier les données · modifier les données |
| Mouzon                            | 08311      | 08210       | Sedan                | Carignan                                                                                    | CC des Portes du Luxembourg     | 41,83            | 2 236 (2022)                      | 53                 | modifier les données · modifier les données |
| Murtin-et-Bogny                   | 08312      | 08150       | Charleville-Mézières | Rocroi                                                                                      | CC Vallées et Plateau d'Ardenne | 7,11             | 175 (2022)                        | 25                 | modifier les données · modifier les données |
| Nanteuil-sur-Aisne                | 08313      | 08300       | Rethel               | Rethel                                                                                      | CC du Pays Rethélois            | 7,92             | 149 (2022)                        | 19                 | modifier les données · modifier les données |
| Neuflize                          | 08314      | 08300       | Rethel               | Château-Porcien                                                                             | CC du Pays Rethélois            | 13,78            | 850 (2022)                        | 62                 | modifier les données · modifier les données |
| Neufmaison                        | 08315      | 08460       | Charleville-Mézières | Signy-l'Abbaye                                                                              | CC des Crêtes Préardennaises    | 7,06             | 68 (2022)                         | 9,6                | modifier les données · modifier les données |
| Neufmanil                         | 08316      | 08700       | Charleville-Mézières | Villers-Semeuse                                                                             | CA Ardenne Métropole            | 10,12            | 988 (2022)                        | 98                 | modifier les données · modifier les données |
| La Neuville-à-Maire               | 08317      | 08450       | Sedan                | Vouziers                                                                                    | CC des Portes du Luxembourg     | 7,26             | 111 (2022)                        | 15                 | modifier les données · modifier les données |
| La Neuville-aux-Joûtes            | 08318      | 08380       | Charleville-Mézières | Rocroi                                                                                      | CC Ardennes Thiérache           | 13,17            | 351 (2022)                        | 27                 | modifier les données · modifier les données |
| Neuville-Day                      | 08321      | 08130       | Vouziers             | Attigny                                                                                     | CC des Crêtes Préardennaises    | 7,68             | 170 (2022)                        | 22                 | modifier les données · modifier les données |
| La Neuville-en-Tourne-à-Fuy       | 08320      | 08310       | Rethel               | Château-Porcien                                                                             | CC du Pays Rethélois            | 27,34            | 531 (2022)                        | 19                 | modifier les données · modifier les données |
| Neuville-lès-This                 | 08322      | 08090       | Charleville-Mézières | Rocroi                                                                                      | CC Vallées et Plateau d'Ardenne | 7,74             | 329 (2022)                        | 43                 | modifier les données · modifier les données |
| La Neuville-lès-Wasigny           | 08323      | 08270       | Rethel               | Signy-l'Abbaye                                                                              | CC des Crêtes Préardennaises    | 5,21             | 162 (2022)                        | 31                 | modifier les données · modifier les données |
| Neuville-lez-Beaulieu             | 08319      | 08380       | Charleville-Mézières | Rocroi                                                                                      | CC Ardennes Thiérache           | 35,92            | 327 (2022)                        | 9,1                | modifier les données · modifier les données |
| Neuvizy                           | 08324      | 08430       | Rethel               | Signy-l'Abbaye                                                                              | CC des Crêtes Préardennaises    | 8,62             | 119 (2022)                        | 14                 | modifier les données · modifier les données |
| Noirval                           | 08325      | 08400       | Vouziers             | Vouziers                                                                                    | CC de l'Argonne Ardennaise      | 5,00             | 24 (2022)                         | 4,8                | modifier les données · modifier les données |
| Nouart                            | 08326      | 08240       | Vouziers             | Vouziers                                                                                    | CC de l'Argonne Ardennaise      | 17,73            | 110 (2022)                        | 6,2                | modifier les données · modifier les données |
| Nouvion-sur-Meuse                 | 08327      | 08160       | Charleville-Mézières | Nouvion-sur-Meuse                                                                           | CA Ardenne Métropole            | 9,06             | 2 235 (2022)                      | 247                | modifier les données · modifier les données |
| Nouzonville                       | 08328      | 08700       | Charleville-Mézières | Charleville-Mézières-2                                                                      | CA Ardenne Métropole            | 10,92            | 5 548 (2022)                      | 508                | modifier les données · modifier les données |
| Novion-Porcien                    | 08329      | 08270       | Rethel               | Signy-l'Abbaye                                                                              | CC des Crêtes Préardennaises    | 17,21            | 519 (2022)                        | 30                 | modifier les données · modifier les données |
| Novy-Chevrières                   | 08330      | 08300       | Rethel               | Rethel                                                                                      | CC du Pays Rethélois            | 17,20            | 744 (2022)                        | 43                 | modifier les données · modifier les données |
| Noyers-Pont-Maugis                | 08331      | 08350       | Sedan                | Sedan-1                                                                                     | CA Ardenne Métropole            | 9,32             | 670 (2022)                        | 72                 | modifier les données · modifier les données |
| Oches                             | 08332      | 08240       | Vouziers             | Vouziers                                                                                    | CC de l'Argonne Ardennaise      | 6,76             | 34 (2022)                         | 5,0                | modifier les données · modifier les données |
| Olizy-Primat                      | 08333      | 08250       | Vouziers             | Attigny                                                                                     | CC de l'Argonne Ardennaise      | 21,35            | 224 (2022)                        | 10                 | modifier les données · modifier les données |
| Omicourt                          | 08334      | 08450       | Charleville-Mézières | Nouvion-sur-Meuse                                                                           | CC des Crêtes Préardennaises    | 7,36             | 43 (2022)                         | 5,8                | modifier les données · modifier les données |
| Omont                             | 08335      | 08430       | Charleville-Mézières | Nouvion-sur-Meuse                                                                           | CC des Crêtes Préardennaises    | 17,96            | 72 (2022)                         | 4,0                | modifier les données · modifier les données |
| Osnes                             | 08336      | 08110       | Sedan                | Carignan                                                                                    | CC des Portes du Luxembourg     | 5,89             | 229 (2022)                        | 39                 | modifier les données · modifier les données |
| Pauvres                           | 08338      | 08310       | Vouziers             | Attigny                                                                                     | CC de l'Argonne Ardennaise      | 12,64            | 198 (2022)                        | 16                 | modifier les données · modifier les données |
| Perthes                           | 08339      | 08300       | Rethel               | Château-Porcien                                                                             | CC du Pays Rethélois            | 23,41            | 303 (2022)                        | 13                 | modifier les données · modifier les données |
| Les Petites-Armoises              | 08020      | 08390       | Vouziers             | Vouziers                                                                                    | CC de l'Argonne Ardennaise      | 4,37             | 59 (2022)                         | 14                 | modifier les données · modifier les données |
| Poilcourt-Sydney                  | 08340      | 08190       | Rethel               | Château-Porcien                                                                             | CC du Pays Rethélois            | 7,88             | 169 (2022)                        | 21                 | modifier les données · modifier les données |
| Poix-Terron                       | 08341      | 08430       | Charleville-Mézières | Nouvion-sur-Meuse                                                                           | CC des Crêtes Préardennaises    | 14,26            | 892 (2022)                        | 63                 | modifier les données · modifier les données |
| Pouru-aux-Bois                    | 08342      | 08140       | Sedan                | Sedan-3                                                                                     | CA Ardenne Métropole            | 9,02             | 234 (2022)                        | 26                 | modifier les données · modifier les données |
| Pouru-Saint-Remy                  | 08343      | 08140       | Sedan                | Sedan-3                                                                                     | CA Ardenne Métropole            | 10,19            | 1 129 (2022)                      | 111                | modifier les données · modifier les données |
| Prez                              | 08344      | 08290       | Charleville-Mézières | Signy-l'Abbaye                                                                              | CC Ardennes Thiérache           | 12,40            | 132 (2022)                        | 11                 | modifier les données · modifier les données |
| Prix-lès-Mézières                 | 08346      | 08000       | Charleville-Mézières | Charleville-Mézières-1                                                                      | CA Ardenne Métropole            | 5,08             | 1 387 (2022)                      | 273                | modifier les données · modifier les données |
| Puilly-et-Charbeaux               | 08347      | 08370       | Sedan                | Carignan                                                                                    | CC des Portes du Luxembourg     | 18,29            | 218 (2022)                        | 12                 | modifier les données · modifier les données |
| Puiseux                           | 08348      | 08270       | Rethel               | Signy-l'Abbaye                                                                              | CC des Crêtes Préardennaises    | 3,41             | 110 (2022)                        | 32                 | modifier les données · modifier les données |
| Pure                              | 08349      | 08110       | Sedan                | Carignan                                                                                    | CC des Portes du Luxembourg     | 6,50             | 563 (2022)                        | 87                 | modifier les données · modifier les données |
| Quatre-Champs                     | 08350      | 08400       | Vouziers             | Vouziers                                                                                    | CC de l'Argonne Ardennaise      | 11,51            | 244 (2022)                        | 21                 | modifier les données · modifier les données |
| Quilly                            | 08351      | 08400       | Vouziers             | Attigny                                                                                     | CC de l'Argonne Ardennaise      | 5,49             | 66 (2022)                         | 12                 | modifier les données · modifier les données |
| Raillicourt                       | 08352      | 08430       | Charleville-Mézières | Signy-l'Abbaye                                                                              | CC des Crêtes Préardennaises    | 6,87             | 226 (2022)                        | 33                 | modifier les données · modifier les données |
| Rancennes                         | 08353      | 08600       | Charleville-Mézières | Givet                                                                                       | CC Ardenne rives de Meuse       | 6,50             | 707 (2022)                        | 109                | modifier les données · modifier les données |
| Raucourt-et-Flaba                 | 08354      | 08450       | Sedan                | Vouziers                                                                                    | CC des Portes du Luxembourg     | 21,83            | 815 (2022)                        | 37                 | modifier les données · modifier les données |
| Regniowez                         | 08355      | 08230       | Charleville-Mézières | Rocroi                                                                                      | CC Ardennes Thiérache           | 18,27            | 377 (2022)                        | 21                 | modifier les données · modifier les données |
| Remaucourt                        | 08356      | 08220       | Rethel               | Signy-l'Abbaye                                                                              | CC des Crêtes Préardennaises    | 10,80            | 173 (2022)                        | 16                 | modifier les données · modifier les données |
| Remilly-Aillicourt                | 08357      | 08450       | Sedan                | Vouziers                                                                                    | CC des Portes du Luxembourg     | 13,26            | 762 (2022)                        | 57                 | modifier les données · modifier les données |
| Remilly-les-Pothées               | 08358      | 08150       | Charleville-Mézières | Rocroi                                                                                      | CC Ardennes Thiérache           | 9,92             | 263 (2022)                        | 27                 | modifier les données · modifier les données |
| Renneville                        | 08360      | 08220       | Rethel               | Signy-l'Abbaye                                                                              | CC des Crêtes Préardennaises    | 9,85             | 192 (2022)                        | 19                 | modifier les données · modifier les données |
| Renwez                            | 08361      | 08150       | Charleville-Mézières | Bogny-sur-Meuse                                                                             | CC Vallées et Plateau d'Ardenne | 16,18            | 1 637 (2022)                      | 101                | modifier les données · modifier les données |
| Rethel                            | 08362      | 08300       | Rethel               | Rethel                                                                                      | CC du Pays Rethélois            | 18,58            | 7 435 (2022)                      | 400                | modifier les données · modifier les données |
| Revin                             | 08363      | 08500       | Charleville-Mézières | Revin                                                                                       | CC Ardenne rives de Meuse       | 38,42            | 5 795 (2022)                      | 151                | modifier les données · modifier les données |
| Rilly-sur-Aisne                   | 08364      | 08130       | Vouziers             | Attigny                                                                                     | CC des Crêtes Préardennaises    | 3,44             | 124 (2022)                        | 36                 | modifier les données · modifier les données |
| Rimogne                           | 08365      | 08150       | Charleville-Mézières | Rocroi                                                                                      | CC Vallées et Plateau d'Ardenne | 3,77             | 1 328 (2022)                      | 352                | modifier les données · modifier les données |
| Rocquigny                         | 08366      | 08220       | Rethel               | Signy-l'Abbaye                                                                              | CC des Crêtes Préardennaises    | 36,85            | 652 (2022)                        | 18                 | modifier les données · modifier les données |
| Rocroi                            | 08367      | 08230       | Charleville-Mézières | Rocroi                                                                                      | CC Vallées et Plateau d'Ardenne | 50,41            | 2 256 (2022)                      | 45                 | modifier les données · modifier les données |
| Roizy                             | 08368      | 08190       | Rethel               | Château-Porcien                                                                             | CC du Pays Rethélois            | 11,15            | 220 (2022)                        | 20                 | modifier les données · modifier les données |
| La Romagne                        | 08369      | 08220       | Rethel               | Signy-l'Abbaye                                                                              | CC des Crêtes Préardennaises    | 9,91             | 130 (2022)                        | 13                 | modifier les données · modifier les données |
| Rouvroy-sur-Audry                 | 08370      | 08150       | Charleville-Mézières | Signy-l'Abbaye                                                                              | CC Ardennes Thiérache           | 9,15             | 528 (2022)                        | 58                 | modifier les données · modifier les données |
| Rubigny                           | 08372      | 08220       | Rethel               | Signy-l'Abbaye                                                                              | CC des Crêtes Préardennaises    | 5,12             | 61 (2022)                         | 12                 | modifier les données · modifier les données |
| Rumigny                           | 08373      | 08290       | Charleville-Mézières | Signy-l'Abbaye                                                                              | CC Ardennes Thiérache           | 17,38            | 269 (2022)                        | 15                 | modifier les données · modifier les données |
| La Sabotterie                     | 08374      | 08130       | Vouziers             | Attigny                                                                                     | CC des Crêtes Préardennaises    | 3,64             | 128 (2022)                        | 35                 | modifier les données · modifier les données |
| Sachy                             | 08375      | 08110       | Sedan                | Carignan                                                                                    | CC des Portes du Luxembourg     | 5,90             | 178 (2022)                        | 30                 | modifier les données · modifier les données |
| Sailly                            | 08376      | 08110       | Sedan                | Carignan                                                                                    | CC des Portes du Luxembourg     | 12,80            | 249 (2022)                        | 19                 | modifier les données · modifier les données |
| Saint-Aignan                      | 08377      | 08350       | Sedan                | Sedan-1                                                                                     | CA Ardenne Métropole            | 7,74             | 151 (2022)                        | 20                 | modifier les données · modifier les données |
| Saint-Clément-à-Arnes             | 08378      | 08310       | Vouziers             | Attigny                                                                                     | CC de l'Argonne Ardennaise      | 10,13            | 109 (2022)                        | 11                 | modifier les données · modifier les données |
| Saint-Étienne-à-Arnes             | 08379      | 08310       | Vouziers             | Attigny                                                                                     | CC de l'Argonne Ardennaise      | 29,56            | 245 (2022)                        | 8,3                | modifier les données · modifier les données |
| Saint-Fergeux                     | 08380      | 08360       | Rethel               | Château-Porcien                                                                             | CC du Pays Rethélois            | 25,50            | 217 (2022)                        | 8,5                | modifier les données · modifier les données |
| Saint-Germainmont                 | 08381      | 08190       | Rethel               | Château-Porcien                                                                             | CC du Pays Rethélois            | 15,69            | 813 (2022)                        | 52                 | modifier les données · modifier les données |
| Saint-Jean-aux-Bois               | 08382      | 08220       | Rethel               | Signy-l'Abbaye                                                                              | CC des Crêtes Préardennaises    | 8,90             | 93 (2022)                         | 10                 | modifier les données · modifier les données |
| Saint-Juvin                       | 08383      | 08250       | Vouziers             | Attigny                                                                                     | CC de l'Argonne Ardennaise      | 9,40             | 100 (2022)                        | 11                 | modifier les données · modifier les données |
| Saint-Lambert-et-Mont-de-Jeux     | 08384      | 08130       | Vouziers             | Attigny                                                                                     | CC des Crêtes Préardennaises    | 10,74            | 130 (2022)                        | 12                 | modifier les données · modifier les données |
| Saint-Laurent                     | 08385      | 08090       | Charleville-Mézières | Villers-Semeuse                                                                             | CA Ardenne Métropole            | 4,26             | 1 073 (2022)                      | 252                | modifier les données · modifier les données |
| Saint-Loup-en-Champagne           | 08386      | 08300       | Rethel               | Château-Porcien                                                                             | CC du Pays Rethélois            | 15,77            | 340 (2022)                        | 22                 | modifier les données · modifier les données |
| Saint-Loup-Terrier                | 08387      | 08130       | Vouziers             | Attigny                                                                                     | CC des Crêtes Préardennaises    | 15,30            | 179 (2022)                        | 12                 | modifier les données · modifier les données |
| Saint-Marceau                     | 08388      | 08160       | Charleville-Mézières | Nouvion-sur-Meuse                                                                           | CC des Crêtes Préardennaises    | 4,80             | 351 (2022)                        | 73                 | modifier les données · modifier les données |
| Saint-Marcel                      | 08389      | 08460       | Charleville-Mézières | Rocroi                                                                                      | CC Vallées et Plateau d'Ardenne | 10,84            | 320 (2022)                        | 30                 | modifier les données · modifier les données |
| Saint-Menges                      | 08391      | 08200       | Sedan                | Sedan-2                                                                                     | CA Ardenne Métropole            | 12,21            | 934 (2022)                        | 76                 | modifier les données · modifier les données |
| Saint-Morel                       | 08392      | 08400       | Vouziers             | Attigny                                                                                     | CC de l'Argonne Ardennaise      | 12,04            | 181 (2022)                        | 15                 | modifier les données · modifier les données |
| Saint-Pierre-à-Arnes              | 08393      | 08310       | Vouziers             | Attigny                                                                                     | CC de l'Argonne Ardennaise      | 8,41             | 66 (2022)                         | 7,8                | modifier les données · modifier les données |
| Saint-Pierre-sur-Vence            | 08395      | 08430       | Charleville-Mézières | Nouvion-sur-Meuse                                                                           | CC des Crêtes Préardennaises    | 4,63             | 148 (2022)                        | 32                 | modifier les données · modifier les données |
| Saint-Pierremont                  | 08394      | 08240       | Vouziers             | Vouziers                                                                                    | CC de l'Argonne Ardennaise      | 19,77            | 71 (2022)                         | 3,6                | modifier les données · modifier les données |
| Saint-Quentin-le-Petit            | 08396      | 08220       | Rethel               | Château-Porcien                                                                             | CC du Pays Rethélois            | 8,95             | 124 (2022)                        | 14                 | modifier les données · modifier les données |
| Saint-Remy-le-Petit               | 08397      | 08300       | Rethel               | Château-Porcien                                                                             | CC du Pays Rethélois            | 7,50             | 55 (2022)                         | 7,3                | modifier les données · modifier les données |
| Sainte-Marie                      | 08390      | 08400       | Vouziers             | Attigny                                                                                     | CC de l'Argonne Ardennaise      | 5,57             | 78 (2022)                         | 14                 | modifier les données · modifier les données |
| Sainte-Vaubourg                   | 08398      | 08130       | Vouziers             | Attigny                                                                                     | CC des Crêtes Préardennaises    | 6,91             | 83 (2022)                         | 12                 | modifier les données · modifier les données |
| Sapogne-et-Feuchères              | 08400      | 08160       | Charleville-Mézières | Nouvion-sur-Meuse                                                                           | CA Ardenne Métropole            | 10,71            | 516 (2022)                        | 48                 | modifier les données · modifier les données |
| Sapogne-sur-Marche                | 08399      | 08370       | Sedan                | Carignan                                                                                    | CC des Portes du Luxembourg     | 5,41             | 149 (2022)                        | 28                 | modifier les données · modifier les données |
| Saulces-Champenoises              | 08401      | 08130       | Vouziers             | Attigny                                                                                     | CC des Crêtes Préardennaises    | 22,64            | 221 (2022)                        | 9,8                | modifier les données · modifier les données |
| Saulces-Monclin                   | 08402      | 08270       | Rethel               | Signy-l'Abbaye                                                                              | CC des Crêtes Préardennaises    | 20,23            | 841 (2022)                        | 42                 | modifier les données · modifier les données |
| Sault-lès-Rethel                  | 08403      | 08300       | Rethel               | Rethel                                                                                      | CC du Pays Rethélois            | 6,45             | 1 932 (2022)                      | 300                | modifier les données · modifier les données |
| Sault-Saint-Remy                  | 08404      | 08190       | Rethel               | Château-Porcien                                                                             | CC du Pays Rethélois            | 9,63             | 208 (2022)                        | 22                 | modifier les données · modifier les données |
| Sauville                          | 08405      | 08390       | Vouziers             | Vouziers                                                                                    | CC de l'Argonne Ardennaise      | 14,76            | 240 (2022)                        | 16                 | modifier les données · modifier les données |
| Savigny-sur-Aisne                 | 08406      | 08400       | Vouziers             | Attigny                                                                                     | CC de l'Argonne Ardennaise      | 10,41            | 350 (2022)                        | 34                 | modifier les données · modifier les données |
| Séchault                          | 08407      | 08250       | Vouziers             | Attigny                                                                                     | CC de l'Argonne Ardennaise      | 10,86            | 60 (2022)                         | 5,5                | modifier les données · modifier les données |
| Sécheval                          | 08408      | 08150       | Charleville-Mézières | Charleville-Mézières-2                                                                      | CA Ardenne Métropole            | 13,79            | 536 (2022)                        | 39                 | modifier les données · modifier les données |
| Sedan                             | 08409      | 08200       | Sedan                | Sedan-1 Sedan-2 Sedan-3                                                                     | CA Ardenne Métropole            | 16,28            | 16 727 (2022)                     | 1 027              | modifier les données · modifier les données |
| Semide                            | 08410      | 08400       | Vouziers             | Attigny                                                                                     | CC de l'Argonne Ardennaise      | 37,04            | 173 (2022)                        | 4,7                | modifier les données · modifier les données |
| Semuy                             | 08411      | 08130       | Vouziers             | Attigny                                                                                     | CC des Crêtes Préardennaises    | 3,97             | 87 (2022)                         | 22                 | modifier les données · modifier les données |
| Senuc                             | 08412      | 08250       | Vouziers             | Attigny                                                                                     | CC de l'Argonne Ardennaise      | 13,58            | 152 (2022)                        | 11                 | modifier les données · modifier les données |
| Seraincourt                       | 08413      | 08220       | Rethel               | Château-Porcien                                                                             | CC du Pays Rethélois            | 16,20            | 257 (2022)                        | 16                 | modifier les données · modifier les données |
| Sery                              | 08415      | 08270       | Rethel               | Signy-l'Abbaye                                                                              | CC des Crêtes Préardennaises    | 18,57            | 319 (2022)                        | 17                 | modifier les données · modifier les données |
| Seuil                             | 08416      | 08300       | Rethel               | Rethel                                                                                      | CC du Pays Rethélois            | 11,79            | 182 (2022)                        | 15                 | modifier les données · modifier les données |
| Sévigny-la-Forêt                  | 08417      | 08230       | Charleville-Mézières | Rocroi                                                                                      | CC Vallées et Plateau d'Ardenne | 26,13            | 274 (2022)                        | 10                 | modifier les données · modifier les données |
| Sévigny-Waleppe                   | 08418      | 08220       | Rethel               | Château-Porcien                                                                             | CC du Pays Rethélois            | 24,11            | 222 (2022)                        | 9,2                | modifier les données · modifier les données |
| Signy-l'Abbaye                    | 08419      | 08460       | Charleville-Mézières | Signy-l'Abbaye                                                                              | CC des Crêtes Préardennaises    | 62,03            | 1 346 (2022)                      | 22                 | modifier les données · modifier les données |
| Signy-le-Petit                    | 08420      | 08380       | Charleville-Mézières | Rocroi                                                                                      | CC Ardennes Thiérache           | 38,72            | 1 219 (2022)                      | 31                 | modifier les données · modifier les données |
| Signy-Montlibert                  | 08421      | 08370       | Sedan                | Carignan                                                                                    | CC des Portes du Luxembourg     | 6,12             | 93 (2022)                         | 15                 | modifier les données · modifier les données |
| Singly                            | 08422      | 08430       | Charleville-Mézières | Nouvion-sur-Meuse                                                                           | CC des Crêtes Préardennaises    | 9,92             | 137 (2022)                        | 14                 | modifier les données · modifier les données |
| Sommauthe                         | 08424      | 08240       | Vouziers             | Vouziers                                                                                    | CC de l'Argonne Ardennaise      | 9,78             | 131 (2022)                        | 13                 | modifier les données · modifier les données |
| Sommerance                        | 08425      | 08250       | Vouziers             | Attigny                                                                                     | CC de l'Argonne Ardennaise      | 5,18             | 48 (2022)                         | 9,3                | modifier les données · modifier les données |
| Son                               | 08426      | 08300       | Rethel               | Château-Porcien                                                                             | CC du Pays Rethélois            | 9,03             | 89 (2022)                         | 9,9                | modifier les données · modifier les données |
| Sorbon                            | 08427      | 08300       | Rethel               | Rethel                                                                                      | CC du Pays Rethélois            | 14,43            | 222 (2022)                        | 15                 | modifier les données · modifier les données |
| Sorcy-Bauthémont                  | 08428      | 08270       | Rethel               | Signy-l'Abbaye                                                                              | CC des Crêtes Préardennaises    | 11,14            | 147 (2022)                        | 13                 | modifier les données · modifier les données |
| Sormonne                          | 08429      | 08150       | Charleville-Mézières | Rocroi                                                                                      | CC Vallées et Plateau d'Ardenne | 4,75             | 527 (2022)                        | 111                | modifier les données · modifier les données |
| Stonne                            | 08430      | 08390       | Sedan                | Vouziers                                                                                    | CC des Portes du Luxembourg     | 7,18             | 39 (2022)                         | 5,4                | modifier les données · modifier les données |
| Sugny                             | 08431      | 08400       | Vouziers             | Attigny                                                                                     | CC de l'Argonne Ardennaise      | 6,11             | 94 (2022)                         | 15                 | modifier les données · modifier les données |
| Sury                              | 08432      | 08090       | Charleville-Mézières | Rocroi                                                                                      | CC Vallées et Plateau d'Ardenne | 3,31             | 95 (2022)                         | 29                 | modifier les données · modifier les données |
| Suzanne                           | 08433      | 08130       | Vouziers             | Attigny                                                                                     | CC des Crêtes Préardennaises    | 6,45             | 56 (2022)                         | 8,7                | modifier les données · modifier les données |
| Sy                                | 08434      | 08390       | Vouziers             | Vouziers                                                                                    | CC de l'Argonne Ardennaise      | 7,97             | 56 (2022)                         | 7,0                | modifier les données · modifier les données |
| Tagnon                            | 08435      | 08300       | Rethel               | Château-Porcien                                                                             | CC du Pays Rethélois            | 23,97            | 892 (2022)                        | 37                 | modifier les données · modifier les données |
| Taillette                         | 08436      | 08230       | Charleville-Mézières | Rocroi                                                                                      | CC Vallées et Plateau d'Ardenne | 15,25            | 405 (2022)                        | 27                 | modifier les données · modifier les données |
| Tailly                            | 08437      | 08240       | Vouziers             | Vouziers                                                                                    | CC de l'Argonne Ardennaise      | 39,31            | 179 (2022)                        | 4,6                | modifier les données · modifier les données |
| Taizy                             | 08438      | 08360       | Rethel               | Château-Porcien                                                                             | CC du Pays Rethélois            | 9,11             | 101 (2022)                        | 11                 | modifier les données · modifier les données |
| Tannay-le-Mont-Dieu               | 08439      | 08390       | Vouziers             | Vouziers                                                                                    | CC de l'Argonne Ardennaise      | 32,76            | 162 (2022)                        | 4,9                | modifier les données · modifier les données |
| Tarzy                             | 08440      | 08380       | Charleville-Mézières | Rocroi                                                                                      | CC Ardennes Thiérache           | 10,12            | 123 (2022)                        | 12                 | modifier les données · modifier les données |
| Tétaigne                          | 08444      | 08110       | Sedan                | Carignan                                                                                    | CC des Portes du Luxembourg     | 5,79             | 131 (2022)                        | 23                 | modifier les données · modifier les données |
| Thelonne                          | 08445      | 08350       | Sedan                | Sedan-1                                                                                     | CA Ardenne Métropole            | 3,84             | 404 (2022)                        | 105                | modifier les données · modifier les données |
| Thénorgues                        | 08446      | 08240       | Vouziers             | Vouziers                                                                                    | CC de l'Argonne Ardennaise      | 9,25             | 85 (2022)                         | 9,2                | modifier les données · modifier les données |
| Thilay                            | 08448      | 08800       | Charleville-Mézières | Bogny-sur-Meuse                                                                             | CC Vallées et Plateau d'Ardenne | 36,04            | 983 (2022)                        | 27                 | modifier les données · modifier les données |
| Thin-le-Moutier                   | 08449      | 08460       | Charleville-Mézières | Signy-l'Abbaye                                                                              | CC des Crêtes Préardennaises    | 39,72            | 682 (2022)                        | 17                 | modifier les données · modifier les données |
| This                              | 08450      | 08090       | Charleville-Mézières | Rocroi                                                                                      | CC Vallées et Plateau d'Ardenne | 4,46             | 225 (2022)                        | 50                 | modifier les données · modifier les données |
| Le Thour                          | 08451      | 08190       | Rethel               | Château-Porcien                                                                             | CC du Pays Rethélois            | 16,62            | 363 (2022)                        | 22                 | modifier les données · modifier les données |
| Thugny-Trugny                     | 08452      | 08300       | Rethel               | Rethel                                                                                      | CC du Pays Rethélois            | 13,41            | 248 (2022)                        | 18                 | modifier les données · modifier les données |
| Toges                             | 08453      | 08400       | Vouziers             | Vouziers                                                                                    | CC de l'Argonne Ardennaise      | 3,44             | 95 (2022)                         | 28                 | modifier les données · modifier les données |
| Touligny                          | 08454      | 08430       | Charleville-Mézières | Nouvion-sur-Meuse                                                                           | CC des Crêtes Préardennaises    | 7,28             | 82 (2022)                         | 11                 | modifier les données · modifier les données |
| Tourcelles-Chaumont               | 08455      | 08400       | Vouziers             | Attigny                                                                                     | CC de l'Argonne Ardennaise      | 4,81             | 87 (2022)                         | 18                 | modifier les données · modifier les données |
| Tournavaux                        | 08456      | 08800       | Charleville-Mézières | Bogny-sur-Meuse                                                                             | CC Vallées et Plateau d'Ardenne | 1,55             | 233 (2022)                        | 150                | modifier les données · modifier les données |
| Tournes                           | 08457      | 08090       | Charleville-Mézières | Charleville-Mézières-1                                                                      | CA Ardenne Métropole            | 8,26             | 1 058 (2022)                      | 128                | modifier les données · modifier les données |
| Tourteron                         | 08458      | 08130       | Vouziers             | Attigny                                                                                     | CC des Crêtes Préardennaises    | 8,83             | 178 (2022)                        | 20                 | modifier les données · modifier les données |
| Tremblois-lès-Carignan            | 08459      | 08110       | Sedan                | Carignan                                                                                    | CC des Portes du Luxembourg     | 4,28             | 135 (2022)                        | 32                 | modifier les données · modifier les données |
| Tremblois-lès-Rocroi              | 08460      | 08150       | Charleville-Mézières | Rocroi                                                                                      | CC Vallées et Plateau d'Ardenne | 1,64             | 156 (2022)                        | 95                 | modifier les données · modifier les données |
| Vandy                             | 08461      | 08400       | Vouziers             | Vouziers                                                                                    | CC de l'Argonne Ardennaise      | 11,11            | 200 (2022)                        | 18                 | modifier les données · modifier les données |
| Vaux-Champagne                    | 08462      | 08130       | Vouziers             | Attigny                                                                                     | CC des Crêtes Préardennaises    | 10,78            | 141 (2022)                        | 13                 | modifier les données · modifier les données |
| Vaux-en-Dieulet                   | 08463      | 08240       | Vouziers             | Vouziers                                                                                    | CC de l'Argonne Ardennaise      | 11,03            | 54 (2022)                         | 4,9                | modifier les données · modifier les données |
| Vaux-lès-Mouron                   | 08464      | 08250       | Vouziers             | Attigny                                                                                     | CC de l'Argonne Ardennaise      | 2,10             | 78 (2022)                         | 37                 | modifier les données · modifier les données |
| Vaux-lès-Mouzon                   | 08466      | 08210       | Sedan                | Carignan                                                                                    | CC des Portes du Luxembourg     | 7,64             | 72 (2022)                         | 9,4                | modifier les données · modifier les données |
| Vaux-lès-Rubigny                  | 08465      | 08220       | Rethel               | Signy-l'Abbaye                                                                              | CC des Crêtes Préardennaises    | 3,92             | 44 (2022)                         | 11                 | modifier les données · modifier les données |
| Vaux-Montreuil                    | 08467      | 08270       | Rethel               | Signy-l'Abbaye                                                                              | CC des Crêtes Préardennaises    | 8,35             | 108 (2022)                        | 13                 | modifier les données · modifier les données |
| Vaux-Villaine                     | 08468      | 08150       | Charleville-Mézières | Signy-l'Abbaye                                                                              | CC Ardennes Thiérache           | 9,96             | 189 (2022)                        | 19                 | modifier les données · modifier les données |
| Vendresse                         | 08469      | 08160       | Charleville-Mézières | Nouvion-sur-Meuse                                                                           | CC des Crêtes Préardennaises    | 43,22            | 479 (2022)                        | 11                 | modifier les données · modifier les données |
| Verpel                            | 08470      | 08240       | Vouziers             | Vouziers                                                                                    | CC de l'Argonne Ardennaise      | 15,25            | 64 (2022)                         | 4,2                | modifier les données · modifier les données |
| Verrières                         | 08471      | 08390       | Vouziers             | Vouziers                                                                                    | CC de l'Argonne Ardennaise      | 6,36             | 33 (2022)                         | 5,2                | modifier les données · modifier les données |
| Viel-Saint-Remy                   | 08472      | 08270       | Rethel               | Signy-l'Abbaye                                                                              | CC des Crêtes Préardennaises    | 22,63            | 300 (2022)                        | 13                 | modifier les données · modifier les données |
| Vieux-lès-Asfeld                  | 08473      | 08190       | Rethel               | Château-Porcien                                                                             | CC du Pays Rethélois            | 6,66             | 298 (2022)                        | 45                 | modifier les données · modifier les données |
| Ville-sur-Lumes                   | 08483      | 08440       | Charleville-Mézières | Villers-Semeuse                                                                             | CA Ardenne Métropole            | 3,10             | 529 (2022)                        | 171                | modifier les données · modifier les données |
| Ville-sur-Retourne                | 08484      | 08310       | Rethel               | Château-Porcien                                                                             | CC du Pays Rethélois            | 9,56             | 73 (2022)                         | 7,6                | modifier les données · modifier les données |
| Villers-devant-le-Thour           | 08476      | 08190       | Rethel               | Château-Porcien                                                                             | CC du Pays Rethélois            | 16,41            | 417 (2022)                        | 25                 | modifier les données · modifier les données |
| Villers-devant-Mouzon             | 08477      | 08210       | Sedan                | Carignan                                                                                    | CC des Portes du Luxembourg     | 4,53             | 104 (2022)                        | 23                 | modifier les données · modifier les données |
| Villers-le-Tilleul                | 08478      | 08430       | Charleville-Mézières | Nouvion-sur-Meuse                                                                           | CC des Crêtes Préardennaises    | 8,61             | 238 (2022)                        | 28                 | modifier les données · modifier les données |
| Villers-le-Tourneur               | 08479      | 08430       | Rethel               | Signy-l'Abbaye                                                                              | CC des Crêtes Préardennaises    | 7,85             | 216 (2022)                        | 28                 | modifier les données · modifier les données |
| Villers-Semeuse                   | 08480      | 08000       | Charleville-Mézières | Villers-Semeuse                                                                             | CA Ardenne Métropole            | 7,03             | 3 628 (2022)                      | 516                | modifier les données · modifier les données |
| Villers-sur-Bar                   | 08481      | 08350       | Sedan                | Sedan-1                                                                                     | CA Ardenne Métropole            | 5,45             | 240 (2022)                        | 44                 | modifier les données · modifier les données |
| Villers-sur-le-Mont               | 08482      | 08430       | Charleville-Mézières | Nouvion-sur-Meuse                                                                           | CC des Crêtes Préardennaises    | 5,30             | 102 (2022)                        | 19                 | modifier les données · modifier les données |
| Villy                             | 08485      | 08370       | Sedan                | Carignan                                                                                    | CC des Portes du Luxembourg     | 7,78             | 195 (2022)                        | 25                 | modifier les données · modifier les données |
| Vireux-Molhain                    | 08486      | 08320       | Charleville-Mézières | Givet                                                                                       | CC Ardenne rives de Meuse       | 8,29             | 1 482 (2022)                      | 179                | modifier les données · modifier les données |
| Vireux-Wallerand                  | 08487      | 08320       | Charleville-Mézières | Givet                                                                                       | CC Ardenne rives de Meuse       | 21,07            | 1 849 (2022)                      | 88                 | modifier les données · modifier les données |
| Vivier-au-Court                   | 08488      | 08440       | Charleville-Mézières | Villers-Semeuse                                                                             | CA Ardenne Métropole            | 9,34             | 2 811 (2022)                      | 301                | modifier les données · modifier les données |
| Voncq                             | 08489      | 08400       | Vouziers             | Attigny                                                                                     | CC des Crêtes Préardennaises    | 19,87            | 211 (2022)                        | 11                 | modifier les données · modifier les données |
| Vouziers                          | 08490      | 08400       | Vouziers             | Vouziers                                                                                    | CC de l'Argonne Ardennaise      | 42,48            | 3 862 (2022)                      | 91                 | modifier les données · modifier les données |
| Vrigne aux Bois                   | 08491      | 08330 08350 | Sedan                | Sedan-1                                                                                     | CA Ardenne Métropole            | 22,57            | 3 524 (2022)                      | 156                | modifier les données · modifier les données |
| Vrigne-Meuse                      | 08492      | 08350       | Charleville-Mézières | Nouvion-sur-Meuse                                                                           | CA Ardenne Métropole            | 4,44             | 332 (2022)                        | 75                 | modifier les données · modifier les données |
| Wadelincourt                      | 08494      | 08200       | Sedan                | Sedan-1                                                                                     | CA Ardenne Métropole            | 4,22             | 447 (2022)                        | 106                | modifier les données · modifier les données |
| Wagnon                            | 08496      | 08270       | Rethel               | Signy-l'Abbaye                                                                              | CC des Crêtes Préardennaises    | 15,28            | 108 (2022)                        | 7,1                | modifier les données · modifier les données |
| Warcq                             | 08497      | 08000       | Charleville-Mézières | Charleville-Mézières-1                                                                      | CA Ardenne Métropole            | 9,19             | 1 280 (2022)                      | 139                | modifier les données · modifier les données |
| Warnécourt                        | 08498      | 08090       | Charleville-Mézières | Nouvion-sur-Meuse                                                                           | CC des Crêtes Préardennaises    | 5,36             | 384 (2022)                        | 72                 | modifier les données · modifier les données |
| Wasigny                           | 08499      | 08270       | Rethel               | Signy-l'Abbaye                                                                              | CC des Crêtes Préardennaises    | 9,98             | 280 (2022)                        | 28                 | modifier les données · modifier les données |
| Wignicourt                        | 08500      | 08270       | Rethel               | Signy-l'Abbaye                                                                              | CC des Crêtes Préardennaises    | 4,49             | 57 (2022)                         | 13                 | modifier les données · modifier les données |
| Williers                          | 08501      | 08110       | Sedan                | Carignan                                                                                    | CC des Portes du Luxembourg     | 2,26             | 40 (2022)                         | 18                 | modifier les données · modifier les données |
| Yoncq                             | 08502      | 08210       | Sedan                | Carignan                                                                                    | CC des Portes du Luxembourg     | 15,50            | 85 (2022)                         | 5,5                | modifier les données · modifier les données |
| Yvernaumont                       | 08503      | 08430       | Charleville-Mézières | Nouvion-sur-Meuse                                                                           | CC des Crêtes Préardennaises    | 2,82             | 121 (2022)                        | 43                 | modifier les données · modifier les données |
| Ardennes                          | 08         |             |                      |                                                                                             |                                 | 5 229,00         | 267 204 (2022)                    | 51                 | modifier les données                        |